# Westbahn (Österreich)
| | |                                                                     |                                                                     |
| Streckennummer (ÖBB): | 101 01, 101 02, 101 13, 103 01, 103 02, 123 01, 130 01 |                                                                     |                                                                     |
| Streckennummer: | - Strecke 1 (Alte Westbahn): 2011, 2012, 2013, 2014, 2015, 2016, 2017, 4011, 4012, 4013, 4014, 4015 - Strecke 30 (Neue Westbahn): 2305, 2306, 2307, 4301 - Strecke 3 (Staugleis): 2035, 1036 - Strecke 23 (Nahverkehrsgleis): 2231 |                                                                     |                                                                     |
| Kursbuchstrecke (ÖBB): | 100 (Flughafen Wien (VIE)–Linz) 101 (Linz–Salzburg) 110 (Wien Westbf–St. Pölten) 111 (Flughafen Wien (VIE)–St. Pölten) |                                                                     |                                                                     |
| Streckenlänge: | 312,2 km |                                                                     |                                                                     |
| Spurweite: | 1435 mm (Normalspur) |                                                                     |                                                                     |
| Netzkategorie: | A |                                                                     |                                                                     |
| Stromsystem: | 15 kV 16,7 Hz ~ |                                                                     |                                                                     |
| Maximale Neigung: | 13 ‰ |                                                                     |                                                                     |
| Minimaler Radius: | 275 m |                                                                     |                                                                     |
| Streckengeschwindigkeit: | 250 km/h |                                                                     |                                                                     |
| Zweigleisigkeit: | durchgehend |                                                                     |                                                                     |
| | |                                                                     |                                                                     |
| \| \| \| Ostbahn, Laaer Ostbahn \| \| \| \| \| S-Bahn Stammstrecke von Wien Floridsdorf \| \| \| \| \| Wien Hbf \| 208 m ü. A. \| \| \| 0,000 \| Wien Westbf \| 208 m ü. A. \| \| \| 3,437 \| Wien Meidling \| 215 m ü. A. \| \| \| \| Pottendorfer Linie nach Ebenfurth, Wiener Neustadt \| \| \| \| 1,013 \| Wien Westbf Fbf \| Wien Westbf Fbf \| \| \| \| Verbindungsbahn nach Wien Penzing \| \| \| \| \| Donauländebahn \| \| \| \| \| Südbahn nach Graz Hbf \| \| \| \| \| \| \| \| \| 4,6070,000 \| km-Wechsel \| km-Wechsel \| \| \| \| \| \| \| \| 0,071 \| Lainzer Tunnel Ostportal (9,434 km) \| Lainzer Tunnel Ostportal (9,434 km) \| \| \| 0,215 \| Beginn ETCS L2 \| Beginn ETCS L2 \| \| \| \| Verbindungsschleife Donauländebahn von Wien Zvbf \| \| \| \| 0,679 \| Abzw Knoten Hetzendorf \| Abzw Knoten Hetzendorf \| \| \| \| Vorortelinie von Wien Heiligenstadt \| \| \| \| 2,553 \| Wien Penzing \| 212 m ü. A. \| \| \| 3,967 \| Üst Penzing 1 \| Üst Penzing 1 \| \| \| 2,022 \| Üst Knoten Hetzendorf 1 \| Üst Knoten Hetzendorf 1 \| \| \| \| Verbindungsbahn von Wien Meidling \| \| \| \| \| \| \| \| \| 4,397 \| Baumgartenstraße (aufgelassen 1950, bis 30. April 1939: Baumgarten) \| Baumgartenstraße (aufgelassen 1950, bis 30. April 1939: Baumgarten) \| \| \| \| \| \| \| \| 5,200 \| Wien Hütteldorf Güterzuggruppe \| Wien Hütteldorf Güterzuggruppe \| \| \| \| \| \| \| \| \| Wiener Stadtbahn (ab 1898) / Wiener Elektrische Stadtbahn (ab 1925) \| \| \| \| \| \| \| \| \| 5,846 \| Wien Hütteldorf (ehem. Hütteldorf-Hacking) \| 214 m ü. A. \| \| \| 6,90 \| Hütteldorf-Bad \| Hütteldorf-Bad \| \| \| 7,151 \| Üst Knoten Hetzendorf 4 \| Üst Knoten Hetzendorf 4 \| \| \| \| Alte Westbahn (Weichenhalle) / Nahverkehrsgleis \| \| \| \| 7,885 \| Wien Wolf in der Au \| 228 m ü. A. \| \| \| 8,112 \| Weichenhalle Portal (2,176 km) \| Weichenhalle Portal (2,176 km) \| \| \| \| Lainzer Tunnel (Westportal) \| \| \| \| \| Neue Westbahn von Wien Meidling \| \| \| \| 9,362 \| Abzw Knoten Hadersdorf („Weichenhalle“) \| Abzw Knoten Hadersdorf („Weichenhalle“) \| \| \| \| Neue Westbahn nach Tullnerfeld \| \| \| \| 9,238 \| Wien Hadersdorf (ehem. Hadersdorf-Weidlingau) \| 231 m ü. A. \| \| \| 9,536 \| Üst Wien Hütteldorf 22 \| Üst Wien Hütteldorf 22 \| \| \| 10,164 \| Wienerwaldtunnel (Ostportal, Beginn der SFS) \| Wienerwaldtunnel (Ostportal, Beginn der SFS) \| \| \| 9,940 \| Wien Weidlingau (ehem. Weidlingau-Wurzbachtal) \| 233 m ü. A. \| \| \| 10,546 \| Üst Knoten Hadersdorf 1 \| Üst Knoten Hadersdorf 1 \| \| \| \| Landesgrenze Wien / Niederösterreich \| \| \| \| 10,952 \| Purkersdorf Sanatorium \| 239 m ü. A. \| \| \| \| Alte Westbahn (Weichenhalle) / Nahverkehrsgleis \| \| \| \| \| \| \| \| \| 11,09111,750 \| Fehlerprofil (−659 m) \| Fehlerprofil (−659 m) \| \| \| \| \| \| \| \| 11,839 \| Unter Purkersdorf \| 242 m ü. A. \| \| \| 12,889 \| Purkersdorf Zentrum (ehem. Purkersdorf-Gablitz) \| 250 m ü. A. \| \| \| 16,014 \| Üst Unter Purkersdorf 1 \| Üst Unter Purkersdorf 1 \| \| \| 16,865 \| Unter Tullnerbach \| 289 m ü. A. \| \| \| 19,970 \| Tullnerbach-Pressbaum \| 320 m ü. A. \| \| \| 21,283 \| Pressbaum \| 326 m ü. A. \| \| \| 22,532 \| Dürrwien \| 343 m ü. A. \| \| \| 23,540 \| Wienerwaldtunnel Westportal \| Wienerwaldtunnel Westportal \| \| \| 24,809 \| Rekawinkel \| 368 m ü. A. \| \| \| 25,173 \| Rekawinkler Tunnel (307 m) \| 307 m ü. A. \| \| \| \| Tullnerfelder Ostschleife nach Tulln \| \| \| \| \| Tullnerfelder Bahn von Tulln \| \| \| \| \| ehemalige Trasse der Tullnerfelder Bahn nach Michelhausen \| \| \| \| 26,491 \| Kleiner Dürreberg-Tunnel (247 m) \| Kleiner Dürreberg-Tunnel (247 m) \| \| \| 29,855 \| Tullnerfeld \| 181 m ü. A. \| \| \| \| Eichgrabenviadukt (81 m) \| \| \| \| 29,931 \| Eichgraben-Altlengbach \| 319 m ü. A. \| \| \| 31,120 \| Hutten \| Hutten \| \| \| 32,334 \| Unter Oberndorf (10. Dez. 2023 aufgelassen) \| 291 m ü. A. \| \| \| ~34,03 \| Maria Anzbach (ab 2026) \| Maria Anzbach (ab 2026) \| \| \| 34,300 \| Maria Anzbach (bis 2025) \| 274 m ü. A. \| \| \| \| Tullnerfelder Bahn nach Herzogenburg \| \| \| \| 35,814 \| Hofstatt (10. Dez. 2023 aufgelassen) \| 259 m ü. A. \| \| \| 35,840 \| Atzenbrugger Tunnel (2.460 m) \| Atzenbrugger Tunnel (2.460 m) \| \| \| 36,865 \| Neulengbach Stadt (ehem. Neulengbach Markt) \| 249 m ü. A. \| \| \| \| Laabenbachviadukt (187 m) \| \| \| \| 38,006 \| Neulengbach \| 245 m ü. A. \| \| \| 38,441 \| Hankenfelder Tunnel (663 m) \| Hankenfelder Tunnel (663 m) \| \| \| 40,171 \| Saladorfer Tunnel (729 m) \| Saladorfer Tunnel (729 m) \| \| \| 41,335 \| Üst Tullnerfeld 2 \| Üst Tullnerfeld 2 \| \| \| 41,461 \| Ollersbach \| 249 m ü. A. \| \| \| 42,683 \| Reiserbergtunnel (1.370 m) \| Reiserbergtunnel (1.370 m) \| \| \| 43,558 \| Kirchstetten \| 252 m ü. A. \| \| \| 45,660 \| Stierschweiffeldtunnel (3.293 m) \| Stierschweiffeldtunnel (3.293 m) \| \| \| \| Perschling (117 m) \| \| \| \| 49,076 \| Böheimkirchen \| 252 m ü. A. \| \| \| 49,846 \| Üst Tullnerfeld 4 \| Üst Tullnerfeld 4 \| \| \| 50,775 \| Raingrubentunnel (2.775 m) \| Raingrubentunnel (2.775 m) \| \| \| 51,510 \| Schildberg (9. Dez. 2007 aufgelassen) \| 253 m ü. A. \| \| \| \| \| \| \| \| 54,19954,267 \| Fehlerprofil (−68 m) \| Fehlerprofil (−68 m) \| \| \| \| \| \| \| \| 54,445 \| Pottenbrunn \| Pottenbrunn \| \| \| \| Neue Westbahn von Tullnerfeld \| \| \| \| 55,925 \| Knoten Wagram \| Knoten Wagram \| \| \| \| Güterzugumfahrung nach Knoten Rohr \| \| \| \| \| Traisen \| \| \| \| \| Tullnerfelder Bahn von Herzogenburg \| \| \| \| 60,563 \| St. Pölten Hbf \| 273 m ü. A. \| \| \| \| Leobersdorfer Bahn nach Hainfeld \| \| \| \| 61,262 \| St. Pölten Fbf \| St. Pölten Fbf \| \| \| \| \| \| \| \| 62,02562,031 \| Fehlerprofil (−6 m) \| Fehlerprofil (−6 m) \| \| \| \| \| \| \| \| 62,070 \| Eisbergbogentunnel (460 m) \| Eisbergbogentunnel (460 m) \| \| \| 63,720 \| Abzw St. Pölten 1 \| Abzw St. Pölten 1 \| \| \| \| \| \| \| \| 67,61167,806 \| Fehlerprofil (−195 m) \| Fehlerprofil (−195 m) \| \| \| \| \| \| \| \| 68,664 \| Prinzersdorf \| 260 m ü. A. \| \| \| 70,990 \| Markersdorf a. d. Pielach \| 249 m ü. A. \| \| \| 72,525 \| Üst Prinzersdorf 2 \| Üst Prinzersdorf 2 \| \| \| 74,035 \| Groß Sierning \| 244 m ü. A. \| \| \| \| Güterzugumfahrung von Knoten Wagram \| \| \| \| 74,800 \| Knoten Rohr \| Knoten Rohr \| \| \| 76,94676,951 \| Fehlerprofil (−5 m, nur alte Westbahn) \| Fehlerprofil (−5 m, nur alte Westbahn) \| \| \| \| Alte bzw. Neue Westbahn (Umfahrung Loosdorf) \| \| \| \| 75,428 \| Rohrer Tunnel (258 m) \| Rohrer Tunnel (258 m) \| \| \| 77,550 \| Grüntunnel 1 (250 m) \| Grüntunnel 1 (250 m) \| \| \| 78,131 \| Loosdorf \| 237 m ü. A. \| \| \| 79,923 \| Üst Knoten Rohr 3 \| Üst Knoten Rohr 3 \| \| \| \| \| \| \| \| \| Umfahrung Melk \| \| \| \| 81,683 \| Wachbergtunnel 2 (1001 m) \| Wachbergtunnel 2 (1001 m) \| \| \| 82,434 \| Wachbergtunnel 1 (292 m) \| Wachbergtunnel 1 (292 m) \| \| \| 84,665 \| Melk (ehem. Bahnhof) \| 231 m ü. A. \| \| \| 83,930 \| Melker Tunnel (1845 m) \| Melker Tunnel (1845 m) \| \| \| 86,18286,370 \| Fehlerprofil (−188 m) \| Fehlerprofil (−188 m) \| \| \| \| \| \| \| \| 86,565 \| Üst Loosdorf 3 \| Üst Loosdorf 3 \| \| \| 86,436 \| Üst Knoten Rohr 6 \| Üst Knoten Rohr 6 \| \| \| \| \| \| \| \| 91,92592,230 \| Fehlerprofil (−305 m) \| Fehlerprofil (−305 m) \| \| \| \| \| \| \| \| 93,914 \| Pöchlarn \| 216 m ü. A. \| \| \| \| Erlauftalbahn nach Kienberg-Gaming \| \| \| \| \| (Alt- bzw. Neustrecke) \| \| \| \| 97,300 \| Sittenbergtunnel (4692 m) \| Sittenbergtunnel (4692 m) \| \| \| 98,220 \| Krummnußbaum \| 222 m ü. A. \| \| \| 99,368 \| Üst Pöchlarn 2 \| Üst Pöchlarn 2 \| \| \| 99,465 \| Üst Pöchlarn 12 \| Üst Pöchlarn 12 \| \| \| 102,521 \| Säusenstein \| 220 m ü. A. \| \| \| 102,448104,752 \| Fehlerprofil (−2.304 m) \| Fehlerprofil (−2.304 m) \| \| \| \| \| \| \| \| 107,137 \| Ybbs a.d. Donau \| 228 m ü. A. \| \| \| \| Ybbs \| \| \| \| 110,004 \| Abzw Knoten Karlsbach \| Abzw Knoten Karlsbach \| \| \| 111,361 \| Neumarkt a. d. Ybbs-Karlsbach \| 234 m ü. A. \| \| \| \| \| \| \| \| 113,607 \| Hubertendorf (31. März 2009 aufgelassen) \| 241 m ü. A. \| \| \| 113,400 \| Burgstaller Tunnel (2250 m) \| Burgstaller Tunnel (2250 m) \| \| \| \| \| \| \| \| 115,776115,795 \| Fehlerprofil (−19 m) \| Fehlerprofil (−19 m) \| \| \| \| \| \| \| \| 116,295 \| Üst Karlsbach 13 \| Üst Karlsbach 13 \| \| \| 116,921 \| Blindenmarkt (bis 2012/13 Bahnhof) \| 252 m ü. A. \| \| \| 123,000 \| Amstetten Ost \| Amstetten Ost \| \| \| 124,558 \| Amstetten \| 275 m ü. A. \| \| \| 127,287 \| Abzw Amstetten 11 \| Abzw Amstetten 11 \| \| \| \| Rudolfsbahn nach Kleinreifling \| \| \| \| 129,880 \| Üst Amstetten 2 \| Üst Amstetten 2 \| \| \| 131,146 \| Mauer-Oehling \| 298 m ü. A. \| \| \| 134,975 \| Üst Amstetten 14 \| Üst Amstetten 14 \| \| \| 135,595 \| Aschbach \| 302 m ü. A. \| \| \| 140,180 \| Krenstetten-Biberbach \| 310 m ü. A. \| \| \| \| \| \| \| \| 141,579141,586 \| Fehlerprofil (−7 m) \| Fehlerprofil (−7 m) \| \| \| \| \| \| \| \| 143,470 \| Abzw St. Peter-Seitenstetten Ost \| Abzw St. Peter-Seitenstetten Ost \| \| \| \| (Alt- bzw. Neustrecke) \| \| \| \| 144,245 \| St. Peter-Seitenstetten \| 325 m ü. A. \| \| \| 145,269 \| Grüntunnel St. Peter (404 m) \| Grüntunnel St. Peter (404 m) \| \| \| 147,230147,428 \| Fehlerprofil (−198 m) \| Fehlerprofil (−198 m) \| \| \| \| \| \| \| \| 147,600 \| Abzw Knoten St. Peter-Seitenstetten West \| Abzw Knoten St. Peter-Seitenstetten West \| \| \| 147,900 \| St. Johann-Weistrach \| 338 m ü. A. \| \| \| \| \| \| \| \| 153,018 \| Siebergtunnel (6480 m) \| Siebergtunnel (6480 m) \| \| \| \| \| \| \| \| 147,979147,982 \| Fehlerprofil (−3 m) \| Fehlerprofil (−3 m) \| \| \| \| \| \| \| \| 150,651 \| Haag (bis 15. Dez. 2013) \| 346 m ü. A. \| \| \| 154,038 \| Stadt Haag \| 333 m ü. A. \| \| \| 157,498 \| Üst St. Peter-Seitenstetten West 13 \| Üst St. Peter-Seitenstetten West 13 \| \| \| 158,475 \| Unterwinden \| Unterwinden \| \| \| \| \| \| \| \| 160,035162,160 \| Fehlerprofil (−2.125 m) \| Fehlerprofil (−2.125 m) \| \| \| \| \| \| \| \| 161,578161,567 \| Fehlerprofil (+11 m) \| Fehlerprofil (+11 m) \| \| \| \| \| \| \| \| 163,043163,057 \| Fehlerprofil (−14 m) \| Fehlerprofil (−14 m) \| \| \| \| Rudolfsbahn von Steyr, Kleinreifling \| \| \| \| 164,100 \| St. Valentin \| 269 m ü. A. \| \| \| 165,840 \| St. Valentin-Ennskanalbrücke \| St. Valentin-Ennskanalbrücke \| \| \| 166,180 \| (Umfahrung Enns bzw. Altstrecke) \| (Umfahrung Enns bzw. Altstrecke) \| \| \| \| Donauuferbahn – Schleife Ennsdorf \| \| \| \| 167,736 \| Abzw St. Valentin 11 nach Sarmingstein \| Abzw St. Valentin 11 nach Sarmingstein \| \| \| 168,603 \| Ennsdorf \| 252 m ü. A. \| \| \| \| Enns, Landesgrenze Niederösterreich/Oberösterreich \| \| \| \| 170,973 \| Enns \| 253 m ü. A. \| \| \| 172,649 \| Üst St. Valentin 3 \| Üst St. Valentin 3 \| \| \| 174,030 \| Asten-Fisching \| 247 m ü. A. \| \| \| \| \| \| \| \| 174,300173,736 \| Fehlerprofil (+564 m) \| Fehlerprofil (+564 m) \| \| \| \| \| \| \| \| 175,640 \| \| \| \| \| 176,378 \| Asten-St. Florian \| Asten-St. Florian \| \| \| 178,030 \| Linz Pichling \| 250 m ü. A. \| \| \| 179,513 \| Abzw Asten-St. Florian 1 \| Abzw Asten-St. Florian 1 \| \| \| 180,655 \| Linz Ebelsberg \| 257 m ü. A. \| \| \| \| nach Linz Vbf Ost und Linz Stahlwerke \| \| \| \| \| Traun \| \| \| \| 182,670 \| Linz Kleinmünchen (bis 12. Dez. 2010 PV) \| Linz Kleinmünchen (bis 12. Dez. 2010 PV) \| \| \| \| nach Linz Vbf West \| \| \| \| \| Summerauer Bahn von České Budějovice \| \| \| \| 188,051188,000 \| Fehlerprofil (+51 m) \| Fehlerprofil (+51 m) \| \| \| \| Linz Franckviertel (geplant) \| \| \| \| \| nach Linz Urfahr-Ost (geplant) \| \| \| \| 188,440 \| Linz Hbf \| 267 m ü. A. \| \| \| \| (4-gleisiger Ausbau Linz–Wels) \| \| \| \| 189,430 \| Linz Hbf Westbrücke \| 271 m ü. A. \| \| \| \| Pyhrnbahn nach Selzthal \| \| \| \| \| Linzer Lokalbahn nach Peuerbach \| \| \| \| 192,020 \| Leonding \| 279 m ü. A. \| \| \| 194,162 \| Üst Linz 2 \| Üst Linz 2 \| \| \| \| Trassenverschwenkung \| \| \| \| 195,902 \| Pasching \| 294 m ü. A. \| \| \| 198,043 \| Hörsching \| 297 m ü. A. \| \| \| \| Flughafen Linz (geplant) \| \| \| \| \| \| \| \| \| 201,347 \| Oftering \| 303 m ü. A. \| \| \| \| Verbindungsstrecke von Pyhrnbahn \| \| \| \| 206,185 \| Marchtrenk \| 308 m ü. A. \| \| \| \| Überwerfung nach Wels Vbf \| \| \| \| 208,811 \| Abzw Marchtrenk 1 \| Abzw Marchtrenk 1 \| \| \| \| Wels Vbf \| \| \| \| \| \| \| \| \| 212,815 \| Wels Hbf \| 321 m ü. A. \| \| \| \| Passauer Bahn nach Passau \| \| \| \| \| Almtalbahn nach Grünau im Almtal \| \| \| \| 220,017 \| Gunskirchen \| 348 m ü. A. \| \| \| \| (Umfahrung Lambach bzw. Altstrecke) \| \| \| \| 225,672 \| Kalvarienbergtunnel (1410 m) \| Kalvarienbergtunnel (1410 m) \| \| \| \| \| \| \| \| \| nach Gmunden \| \| \| \| \| \| \| \| \| 226,109 \| Lambach \| 370 m ü. A. \| \| \| \| \| \| \| \| \| \| \| \| \| 227,200227,503 \| Fehlerprofil (−303 m) \| Fehlerprofil (−303 m) \| \| \| \| \| \| \| \| 227,633 \| Lambach Markt \| 365 m ü. A. \| \| \| \| Linienverbesserung seit Okt. 2012 \| \| \| \| 230,454 \| Neukirchen bei Lambach \| 375 m ü. A. \| \| \| 230,556 \| Abzw Lambach 1 \| Abzw Lambach 1 \| \| \| \| \| \| \| \| \| nach Haag am Hausruck \| \| \| \| \| \| \| \| \| \| \| \| \| \| 233,498 \| Breitenschützing \| 394 m ü. A. \| \| \| 235,120 \| Römerbergtunnel 710 m \| Römerbergtunnel 710 m \| \| \| \| \| \| \| \| 236,662236,940 \| Fehlerprofil (−278 m) \| Fehlerprofil (−278 m) \| \| \| \| \| \| \| \| 237,442 \| Schwanenstadt \| 393 m ü. A. \| \| \| \| Salzkammergutbahn von Schärding \| \| \| \| 243,292 \| Attnang-Puchheim \| 416 m ü. A. \| \| \| \| Salzkammergutbahn nach Stainach-Irdning \| \| \| \| 247,966 \| Vöcklabruck \| 437 m ü. A. \| \| \| 250,233 \| Abzw Vöcklabruck 1 \| Abzw Vöcklabruck 1 \| \| \| \| Kammerer Bahn nach Kammer-Schörfling \| \| \| \| \| \| \| \| \| 252,182252,200 \| Fehlerprofil (−18 m) \| Fehlerprofil (−18 m) \| \| \| \| \| \| \| \| 252,251 \| Timelkam Ort (geplant) \| Timelkam Ort (geplant) \| \| \| 253,317 \| Timelkam \| 450 m ü. A. \| \| \| \| Ampflwanger Bahn nach Ampflwang \| \| \| \| 257,090 \| Neukirchen-Gampern \| 460 m ü. A. \| \| \| 259,723 \| Redl-Zipf \| 471 m ü. A. \| \| \| 264,050 \| Vöcklamarkt \| 491 m ü. A. \| \| \| \| Atterseebahn nach Attersee \| \| \| \| 268,785 \| Frankenmarkt \| 513 m ü. A. \| \| \| 274,577 \| Üst Frankenmarkt 2 \| Üst Frankenmarkt 2 \| \| \| 275,637 \| Pöndorf \| 576 m ü. A. \| \| \| \| Landesgrenze Oberösterreich / Salzburg \| \| \| \| 278,440 \| Ederbauer (bis 12. Dez. 2009 PV)[1] \| 601 m ü. A. \| \| \| \| Landesgrenze Salzburg / Oberösterreich \| \| \| \| 281,916 \| Oberhofen-Zell am Moos \| 572 m ü. A. \| \| \| \| Landesgrenze Oberösterreich / Salzburg \| \| \| \| 285,216 \| Straßwalchen \| 543 m ü. A. \| \| \| \| Mattigtalbahn von Braunau am Inn \| \| \| \| 287,427 \| Steindorf bei Straßwalchen \| 545 m ü. A. \| \| \| 289,174 \| Neumarkt am Wallersee \| 550 m ü. A. \| \| \| \| \| \| \| \| \| Seekirchnertunnel Ostportal (14.500 m, geplant) \| \| \| \| 293,807 \| Köstendorf Weng \| 530 m ü. A. \| \| \| 294,305 \| Üst Steindorf 3 \| Üst Steindorf 3 \| \| \| 296,136 \| Wallersee \| 522 m ü. A. \| \| \| 299,445 \| Seekirchen am Wallersee (ehem. Seekirchen-Mattsee[2]) \| 518 m ü. A. \| \| \| 300,753 \| Seekirchen Stadt \| Seekirchen Stadt \| \| \| 301,237 \| Üst Seekirchen 1 \| Üst Seekirchen 1 \| \| \| 302,782 \| Eugendorf \| 504 m ü. A. \| \| \| 305,538 \| Hallwang-Elixhausen \| 498 m ü. A. \| \| \| \| Seekirchnertunnel Westportal (geplant) \| \| \| \| \| Fischach \| \| \| \| \| Leitnerbauertunnel Ostportal (2.000 m, geplant) \| \| \| \| \| \| \| \| \| 309,345 \| Üst Hallwang-E. 2 \| Üst Hallwang-E. 2 \| \| \| \| \| \| \| \| \| Leitnerbauertunnel Westportal (geplant) \| \| \| \| 309,933 \| Salzburg Kasern (bis 11. Dez. 2005: Salzburg-Maria Plain) \| 458 m ü. A. \| \| \| \| Anbindung Salzburg-Gnigl (geplant) \| \| \| \| 310,880 \| Abzw Hallwang-E. 3 \| Abzw Hallwang-E. 3 \| \| \| \| nach Salzburg Gnigl Vbf \| \| \| \| \| \| \| \| \| \| Knoten Kasern (geplant) \| \| \| \| \| ehem. Salzkammergut-Lokalbahn \| \| \| \| \| Salzburg-Tiroler-Bahn von Wörgl \| \| \| \| \| Strecke nach Salzburg Itzling \| \| \| \| \| \| \| \| \| 312,4700,777 \| \| \| \| \| \| \| \| \| \| 0,000 \| Salzburg Hbf \| 428 m ü. A. \| \| \| \| Strecke nach Rosenheim \| \| | |                                                                     |                                                                     |
| Strecke | | Ostbahn, Laaer Ostbahn                                              | Ostbahn, Laaer Ostbahn                                              |
| Strecke von rechts | | S-Bahn Stammstrecke von Wien Floridsdorf                            | S-Bahn Stammstrecke von Wien Floridsdorf                            |
| Bahnhof · Bahnhof | | Wien Hbf                                                            | 208 m ü. A.                                                         |
| Kopfbahnhof Streckenanfang | 0,000 | Wien Westbf                                                         | 208 m ü. A.                                                         |
| Strecke · Bahnhof | 3,437 | Wien Meidling                                                       | 215 m ü. A.                                                         |
| Strecke · Abzweig geradeaus und nach links | | Pottendorfer Linie nach Ebenfurth, Wiener Neustadt                  | Pottendorfer Linie nach Ebenfurth, Wiener Neustadt                  |
| Dienststation / Betriebs- oder Güterbahnhof · Strecke | 1,013 | Wien Westbf Fbf                                                     | Wien Westbf Fbf                                                     |
| Strecke | | Verbindungsbahn nach Wien Penzing                                   | Verbindungsbahn nach Wien Penzing                                   |
| Strecke · Abzweig geradeaus und von links | | Donauländebahn                                                      | Donauländebahn                                                      |
| Strecke · Strecke · Abzweig geradeaus und nach links | | Südbahn nach Graz Hbf                                               | Südbahn nach Graz Hbf                                               |
| | |                                                                     |                                                                     |
| Strecke · Kilometer-Wechsel | 4,6070,000 | km-Wechsel                                                          | km-Wechsel                                                          |
| | |                                                                     |                                                                     |
| Strecke · Tunnelanfang | 0,071 | Lainzer Tunnel Ostportal (9,434 km)                                 | Lainzer Tunnel Ostportal (9,434 km)                                 |
| Strecke · Grenze | 0,215 | Beginn ETCS L2                                                      | Beginn ETCS L2                                                      |
| Strecke · Abzweig geradeaus und von links | | Verbindungsschleife Donauländebahn von Wien Zvbf                    | Verbindungsschleife Donauländebahn von Wien Zvbf                    |
| Strecke · Blockstelle | 0,679 | Abzw Knoten Hetzendorf                                              | Abzw Knoten Hetzendorf                                              |
| Abzweig geradeaus und von rechts · Strecke | | Vorortelinie von Wien Heiligenstadt                                 | Vorortelinie von Wien Heiligenstadt                                 |
| Bahnhof · Strecke | 2,553 | Wien Penzing                                                        | 212 m ü. A.                                                         |
| Überleitstelle / Spurwechsel · Strecke | 3,967 | Üst Penzing 1                                                       | Üst Penzing 1                                                       |
| Strecke · Strecke · Überleitstelle / Spurwechsel | 2,022 | Üst Knoten Hetzendorf 1                                             | Üst Knoten Hetzendorf 1                                             |
| Abzweig geradeaus, nach links und von links · Strecke nach rechts · Strecke | | Verbindungsbahn von Wien Meidling                                   | Verbindungsbahn von Wien Meidling                                   |
| | |                                                                     |                                                                     |
| ehemaliger Haltepunkt / Haltestelle · Strecke | 4,397 | Baumgartenstraße (aufgelassen 1950, bis 30. April 1939: Baumgarten) | Baumgartenstraße (aufgelassen 1950, bis 30. April 1939: Baumgarten) |
| | |                                                                     |                                                                     |
| Dienststation / Betriebs- oder Güterbahnhof · Strecke | 5,200 | Wien Hütteldorf Güterzuggruppe                                      | Wien Hütteldorf Güterzuggruppe                                      |
| | |                                                                     |                                                                     |
| Abzweig geradeaus und ehemals von links · Strecke | | Wiener Stadtbahn (ab 1898) / Wiener Elektrische Stadtbahn (ab 1925) | Wiener Stadtbahn (ab 1898) / Wiener Elektrische Stadtbahn (ab 1925) |
| | |                                                                     |                                                                     |
| Bahnhof | 5,846 | Wien Hütteldorf (ehem. Hütteldorf-Hacking)                          | 214 m ü. A.                                                         |
| ehemaliger Haltepunkt / Haltestelle · Strecke (im Tunnel) | 6,90 | Hütteldorf-Bad                                                      | Hütteldorf-Bad                                                      |
| Strecke · Überleitstelle / Spurwechsel (im Tunnel) | 7,151 | Üst Knoten Hetzendorf 4                                             | Üst Knoten Hetzendorf 4                                             |
| Strecke | | Alte Westbahn (Weichenhalle) / Nahverkehrsgleis                     | Alte Westbahn (Weichenhalle) / Nahverkehrsgleis                     |
| Strecke · Strecke | 7,885 | Wien Wolf in der Au                                                 | 228 m ü. A.                                                         |
| Tunnelanfang | 8,112 | Weichenhalle Portal (2,176 km)                                      | Weichenhalle Portal (2,176 km)                                      |
| Strecke · Kilometer-Wechsel · Strecke | | Lainzer Tunnel (Westportal)                                         | Lainzer Tunnel (Westportal)                                         |
| Strecke | | Neue Westbahn von Wien Meidling                                     | Neue Westbahn von Wien Meidling                                     |
| Blockstelle (im Tunnel) · Strecke | 9,362 | Abzw Knoten Hadersdorf („Weichenhalle“)                             | Abzw Knoten Hadersdorf („Weichenhalle“)                             |
| Strecke | | Neue Westbahn nach Tullnerfeld                                      | Neue Westbahn nach Tullnerfeld                                      |
| Strecke · Haltepunkt / Haltestelle | 9,238 | Wien Hadersdorf (ehem. Hadersdorf-Weidlingau)                       | 231 m ü. A.                                                         |
| Strecke · Überleitstelle / Spurwechsel | 9,536 | Üst Wien Hütteldorf 22                                              | Üst Wien Hütteldorf 22                                              |
| Kilometer-Wechsel · Strecke · Strecke | 10,164 | Wienerwaldtunnel (Ostportal, Beginn der SFS)                        | Wienerwaldtunnel (Ostportal, Beginn der SFS)                        |
| Strecke · Haltepunkt / Haltestelle | 9,940 | Wien Weidlingau (ehem. Weidlingau-Wurzbachtal)                      | 233 m ü. A.                                                         |
| Überleitstelle / Spurwechsel · Strecke · Strecke | 10,546 | Üst Knoten Hadersdorf 1                                             | Üst Knoten Hadersdorf 1                                             |
| Grenze · Grenze · Grenze | | Landesgrenze Wien / Niederösterreich                                | Landesgrenze Wien / Niederösterreich                                |
| Strecke · Tunnelende · Haltepunkt / Haltestelle | 10,952 | Purkersdorf Sanatorium                                              | 239 m ü. A.                                                         |
| Strecke | | Alte Westbahn (Weichenhalle) / Nahverkehrsgleis                     | Alte Westbahn (Weichenhalle) / Nahverkehrsgleis                     |
| | |                                                                     |                                                                     |
| Kilometer-Wechsel (im Tunnel) · Strecke | 11,09111,750 | Fehlerprofil (−659 m)                                               | Fehlerprofil (−659 m)                                               |
| | |                                                                     |                                                                     |
| Strecke (im Tunnel) · Bahnhof | 11,839 | Unter Purkersdorf                                                   | 242 m ü. A.                                                         |
| Strecke (im Tunnel) · Haltepunkt / Haltestelle | 12,889 | Purkersdorf Zentrum (ehem. Purkersdorf-Gablitz)                     | 250 m ü. A.                                                         |
| Strecke (im Tunnel) · Überleitstelle / Spurwechsel | 16,014 | Üst Unter Purkersdorf 1                                             | Üst Unter Purkersdorf 1                                             |
| Strecke (im Tunnel) · Haltepunkt / Haltestelle | 16,865 | Unter Tullnerbach                                                   | 289 m ü. A.                                                         |
| Strecke (im Tunnel) · Bahnhof | 19,970 | Tullnerbach-Pressbaum                                               | 320 m ü. A.                                                         |
| Strecke (im Tunnel) · Haltepunkt / Haltestelle | 21,283 | Pressbaum                                                           | 326 m ü. A.                                                         |
| Strecke (im Tunnel) · Haltepunkt / Haltestelle | 22,532 | Dürrwien                                                            | 343 m ü. A.                                                         |
| Tunnelende · Strecke | 23,540 | Wienerwaldtunnel Westportal                                         | Wienerwaldtunnel Westportal                                         |
| Strecke · Bahnhof | 24,809 | Rekawinkel                                                          | 368 m ü. A.                                                         |
| Strecke · Tunnel | 25,173 | Rekawinkler Tunnel (307 m)                                          | 307 m ü. A.                                                         |
| Abzweig geradeaus und nach rechts · Strecke | | Tullnerfelder Ostschleife nach Tulln                                | Tullnerfelder Ostschleife nach Tulln                                |
| Strecke von rechts und von halblinks · Strecke | | Tullnerfelder Bahn von Tulln                                        | Tullnerfelder Bahn von Tulln                                        |
| Strecke geradeaus und von links · Strecke | | ehemalige Trasse der Tullnerfelder Bahn nach Michelhausen           | ehemalige Trasse der Tullnerfelder Bahn nach Michelhausen           |
| Strecke · Tunnel | 26,491 | Kleiner Dürreberg-Tunnel (247 m)                                    | Kleiner Dürreberg-Tunnel (247 m)                                    |
| Bahnhof · Strecke | 29,855 | Tullnerfeld                                                         | 181 m ü. A.                                                         |
| Strecke · Brücke über Wasserlauf | | Eichgrabenviadukt (81 m)                                            | Eichgrabenviadukt (81 m)                                            |
| Strecke · Haltepunkt / Haltestelle | 29,931 | Eichgraben-Altlengbach                                              | 319 m ü. A.                                                         |
| Strecke · Dienststation / Betriebs- oder Güterbahnhof | 31,120 | Hutten                                                              | Hutten                                                              |
| Strecke · ehemaliger Haltepunkt / Haltestelle | 32,334 | Unter Oberndorf (10. Dez. 2023 aufgelassen)                         | 291 m ü. A.                                                         |
| Strecke · ehemaliger Haltepunkt / Haltestelle | ~34,03 | Maria Anzbach (ab 2026)                                             | Maria Anzbach (ab 2026)                                             |
| Strecke · Haltepunkt / Haltestelle | 34,300 | Maria Anzbach (bis 2025)                                            | 274 m ü. A.                                                         |
| Strecke nach rechts und nach rechts · Strecke | | Tullnerfelder Bahn nach Herzogenburg                                | Tullnerfelder Bahn nach Herzogenburg                                |
| Strecke · ehemaliger Haltepunkt / Haltestelle | 35,814 | Hofstatt (10. Dez. 2023 aufgelassen)                                | 259 m ü. A.                                                         |
| Tunnelanfang · Strecke | 35,840 | Atzenbrugger Tunnel (2.460 m)                                       | Atzenbrugger Tunnel (2.460 m)                                       |
| Strecke (im Tunnel) · Haltepunkt / Haltestelle | 36,865 | Neulengbach Stadt (ehem. Neulengbach Markt)                         | 249 m ü. A.                                                         |
| Strecke (im Tunnel) · Brücke über Wasserlauf | | Laabenbachviadukt (187 m)                                           | Laabenbachviadukt (187 m)                                           |
| Strecke (im Tunnel) · Bahnhof | 38,006 | Neulengbach                                                         | 245 m ü. A.                                                         |
| Tunnel · Strecke | 38,441 | Hankenfelder Tunnel (663 m)                                         | Hankenfelder Tunnel (663 m)                                         |
| Tunnel · Strecke | 40,171 | Saladorfer Tunnel (729 m)                                           | Saladorfer Tunnel (729 m)                                           |
| Überleitstelle / Spurwechsel · Strecke | 41,335 | Üst Tullnerfeld 2                                                   | Üst Tullnerfeld 2                                                   |
| Strecke · Haltepunkt / Haltestelle | 41,461 | Ollersbach                                                          | 249 m ü. A.                                                         |
| Tunnelanfang · Strecke | 42,683 | Reiserbergtunnel (1.370 m)                                          | Reiserbergtunnel (1.370 m)                                          |
| Tunnelende · Bahnhof | 43,558 | Kirchstetten                                                        | 252 m ü. A.                                                         |
| Tunnel · Strecke | 45,660 | Stierschweiffeldtunnel (3.293 m)                                    | Stierschweiffeldtunnel (3.293 m)                                    |
| Brücke über Wasserlauf · Brücke über Wasserlauf | | Perschling (117 m)                                                  | Perschling (117 m)                                                  |
| Strecke · Bahnhof | 49,076 | Böheimkirchen                                                       | 252 m ü. A.                                                         |
| Überleitstelle / Spurwechsel · Strecke | 49,846 | Üst Tullnerfeld 4                                                   | Üst Tullnerfeld 4                                                   |
| Tunnelanfang · Strecke | 50,775 | Raingrubentunnel (2.775 m)                                          | Raingrubentunnel (2.775 m)                                          |
| Tunnelende · ehemaliger Haltepunkt / Haltestelle | 51,510 | Schildberg (9. Dez. 2007 aufgelassen)                               | 253 m ü. A.                                                         |
| | |                                                                     |                                                                     |
| Kilometer-Wechsel · Strecke | 54,19954,267 | Fehlerprofil (−68 m)                                                | Fehlerprofil (−68 m)                                                |
| | |                                                                     |                                                                     |
| | 54,445 | Pottenbrunn                                                         | Pottenbrunn                                                         |
| | | Neue Westbahn von Tullnerfeld                                       |                                                                     |
| Dienststation / Betriebs- oder Güterbahnhof | 55,925 | Knoten Wagram                                                       | Knoten Wagram                                                       |
| Strecke geradeaus und nach links | | Güterzugumfahrung nach Knoten Rohr                                  | Güterzugumfahrung nach Knoten Rohr                                  |
| Brücke über Wasserlauf | | Traisen                                                             | Traisen                                                             |
| Abzweig geradeaus und von rechts | | Tullnerfelder Bahn von Herzogenburg                                 | Tullnerfelder Bahn von Herzogenburg                                 |
| Bahnhof | 60,563 | St. Pölten Hbf                                                      | 273 m ü. A.                                                         |
| Strecke geradeaus und nach links | | Leobersdorfer Bahn nach Hainfeld                                    | Leobersdorfer Bahn nach Hainfeld                                    |
| Dienststation / Betriebs- oder Güterbahnhof | 61,262 | St. Pölten Fbf                                                      | St. Pölten Fbf                                                      |
| | |                                                                     |                                                                     |
| Kilometer-Wechsel | 62,02562,031 | Fehlerprofil (−6 m)                                                 | Fehlerprofil (−6 m)                                                 |
| | |                                                                     |                                                                     |
| Tunnel | 62,070 | Eisbergbogentunnel (460 m)                                          | Eisbergbogentunnel (460 m)                                          |
| Überleitstelle / Spurwechsel links | 63,720 | Abzw St. Pölten 1                                                   | Abzw St. Pölten 1                                                   |
| | |                                                                     |                                                                     |
| Kilometer-Wechsel | 67,61167,806 | Fehlerprofil (−195 m)                                               | Fehlerprofil (−195 m)                                               |
| | |                                                                     |                                                                     |
| | 68,664 | Prinzersdorf                                                        | 260 m ü. A.                                                         |
| Haltepunkt / Haltestelle | 70,990 | Markersdorf a. d. Pielach                                           | 249 m ü. A.                                                         |
| Überleitstelle / Spurwechsel | 72,525 | Üst Prinzersdorf 2                                                  | Üst Prinzersdorf 2                                                  |
| Haltepunkt / Haltestelle | 74,035 | Groß Sierning                                                       | 244 m ü. A.                                                         |
| Abzweig geradeaus und von links | | Güterzugumfahrung von Knoten Wagram                                 | Güterzugumfahrung von Knoten Wagram                                 |
| | 74,800 | Knoten Rohr                                                         | Knoten Rohr                                                         |
| Kilometer-Wechsel | 76,94676,951 | Fehlerprofil (−5 m, nur alte Westbahn)                              | Fehlerprofil (−5 m, nur alte Westbahn)                              |
| | | Alte bzw. Neue Westbahn (Umfahrung Loosdorf)                        |                                                                     |
| Tunnel · Strecke | 75,428 | Rohrer Tunnel (258 m)                                               | Rohrer Tunnel (258 m)                                               |
| Strecke · Tunnel | 77,550 | Grüntunnel 1 (250 m)                                                | Grüntunnel 1 (250 m)                                                |
| Bahnhof · Strecke | 78,131 | Loosdorf                                                            | 237 m ü. A.                                                         |
| Strecke · Überleitstelle / Spurwechsel | 79,923 | Üst Knoten Rohr 3                                                   | Üst Knoten Rohr 3                                                   |
| | |                                                                     |                                                                     |
| | | Umfahrung Melk                                                      |                                                                     |
| Strecke · Tunnelanfang | 81,683 | Wachbergtunnel 2 (1001 m)                                           | Wachbergtunnel 2 (1001 m)                                           |
| Tunnel · Tunnelende | 82,434 | Wachbergtunnel 1 (292 m)                                            | Wachbergtunnel 1 (292 m)                                            |
| Haltepunkt / Haltestelle, ehemals Bahnhof · Tunnelanfang | 84,665 | Melk (ehem. Bahnhof)                                                | 231 m ü. A.                                                         |
| Strecke · Tunnelende | 83,930 | Melker Tunnel (1845 m)                                              | Melker Tunnel (1845 m)                                              |
| Strecke · Kilometer-Wechsel | 86,18286,370 | Fehlerprofil (−188 m)                                               | Fehlerprofil (−188 m)                                               |
| | |                                                                     |                                                                     |
| Überleitstelle / Spurwechsel | 86,565 | Üst Loosdorf 3                                                      | Üst Loosdorf 3                                                      |
| Strecke | 86,436 | Üst Knoten Rohr 6                                                   | Üst Knoten Rohr 6                                                   |
| | |                                                                     |                                                                     |
| Kilometer-Wechsel | 91,92592,230 | Fehlerprofil (−305 m)                                               | Fehlerprofil (−305 m)                                               |
| | |                                                                     |                                                                     |
| Bahnhof | 93,914 | Pöchlarn                                                            | 216 m ü. A.                                                         |
| Strecke geradeaus und nach links | | Erlauftalbahn nach Kienberg-Gaming                                  | Erlauftalbahn nach Kienberg-Gaming                                  |
| | | (Alt- bzw. Neustrecke)                                              |                                                                     |
| Strecke · Tunnelanfang | 97,300 | Sittenbergtunnel (4692 m)                                           | Sittenbergtunnel (4692 m)                                           |
| Haltepunkt / Haltestelle · Strecke (im Tunnel) | 98,220 | Krummnußbaum                                                        | 222 m ü. A.                                                         |
| Strecke · ehemalige Überleitstelle / Spurwechsel (im Tunnel) | 99,368 | Üst Pöchlarn 2                                                      | Üst Pöchlarn 2                                                      |
| Überleitstelle / Spurwechsel · Strecke (im Tunnel) | 99,465 | Üst Pöchlarn 12                                                     | Üst Pöchlarn 12                                                     |
| Haltepunkt / Haltestelle · Tunnelende | 102,521 | Säusenstein                                                         | 220 m ü. A.                                                         |
| Strecke · Kilometer-Wechsel | 102,448104,752 | Fehlerprofil (−2.304 m)                                             | Fehlerprofil (−2.304 m)                                             |
| | |                                                                     |                                                                     |
| Bahnhof | 107,137 | Ybbs a.d. Donau                                                     | 228 m ü. A.                                                         |
| Brücke über Wasserlauf | | Ybbs                                                                | Ybbs                                                                |
| Überleitstelle / Spurwechsel links | 110,004 | Abzw Knoten Karlsbach                                               | Abzw Knoten Karlsbach                                               |
| Haltepunkt / Haltestelle | 111,361 | Neumarkt a. d. Ybbs-Karlsbach                                       | 234 m ü. A.                                                         |
| | |                                                                     |                                                                     |
| ehemaliger Haltepunkt / Haltestelle · Strecke | 113,607 | Hubertendorf (31. März 2009 aufgelassen)                            | 241 m ü. A.                                                         |
| Strecke nach halblinks · Strecke nach halbrechts und Tunnelanfang | 113,400 | Burgstaller Tunnel (2250 m)                                         | Burgstaller Tunnel (2250 m)                                         |
| Strecke von halblinks und Tunnelende · Strecke von halbrechts | |                                                                     |                                                                     |
| Kilometer-Wechsel · Strecke | 115,776115,795 | Fehlerprofil (−19 m)                                                | Fehlerprofil (−19 m)                                                |
| | |                                                                     |                                                                     |
| Strecke | 116,295 | Üst Karlsbach 13                                                    | Üst Karlsbach 13                                                    |
| Strecke | 116,921 | Blindenmarkt (bis 2012/13 Bahnhof)                                  | 252 m ü. A.                                                         |
| Dienststation / Betriebs- oder Güterbahnhof | 123,000 | Amstetten Ost                                                       | Amstetten Ost                                                       |
| Bahnhof | 124,558 | Amstetten                                                           | 275 m ü. A.                                                         |
| Strecke | 127,287 | Abzw Amstetten 11                                                   | Abzw Amstetten 11                                                   |
| Strecke geradeaus und nach links | | Rudolfsbahn nach Kleinreifling                                      | Rudolfsbahn nach Kleinreifling                                      |
| Überleitstelle / Spurwechsel | 129,880 | Üst Amstetten 2                                                     | Üst Amstetten 2                                                     |
| Strecke | 131,146 | Mauer-Oehling                                                       | 298 m ü. A.                                                         |
| Strecke | 134,975 | Üst Amstetten 14                                                    | Üst Amstetten 14                                                    |
| Dienststation / Betriebs- oder Güterbahnhof | 135,595 | Aschbach                                                            | 302 m ü. A.                                                         |
| Strecke | 140,180 | Krenstetten-Biberbach                                               | 310 m ü. A.                                                         |
| | |                                                                     |                                                                     |
| Kilometer-Wechsel | 141,579141,586 | Fehlerprofil (−7 m)                                                 | Fehlerprofil (−7 m)                                                 |
| | |                                                                     |                                                                     |
| Überleitstelle / Spurwechsel links | 143,470 | Abzw St. Peter-Seitenstetten Ost                                    | Abzw St. Peter-Seitenstetten Ost                                    |
| | | (Alt- bzw. Neustrecke)                                              |                                                                     |
| Strecke · Bahnhof | 144,245 | St. Peter-Seitenstetten                                             | 325 m ü. A.                                                         |
| Tunnel · Strecke | 145,269 | Grüntunnel St. Peter (404 m)                                        | Grüntunnel St. Peter (404 m)                                        |
| Kilometer-Wechsel · Strecke | 147,230147,428 | Fehlerprofil (−198 m)                                               | Fehlerprofil (−198 m)                                               |
| | |                                                                     |                                                                     |
| Überleitstelle / Spurwechsel rechts | 147,600 | Abzw Knoten St. Peter-Seitenstetten West                            | Abzw Knoten St. Peter-Seitenstetten West                            |
| Strecke | 147,900 | St. Johann-Weistrach                                                | 338 m ü. A.                                                         |
| | |                                                                     |                                                                     |
| Tunnelanfang · Strecke | 153,018 | Siebergtunnel (6480 m)                                              | Siebergtunnel (6480 m)                                              |
| | |                                                                     |                                                                     |
| Strecke (im Tunnel) · Kilometer-Wechsel | 147,979147,982 | Fehlerprofil (−3 m)                                                 | Fehlerprofil (−3 m)                                                 |
| | |                                                                     |                                                                     |
| Strecke (im Tunnel) · ehemaliger Bahnhof | 150,651 | Haag (bis 15. Dez. 2013)                                            | 346 m ü. A.                                                         |
| Strecke (im Tunnel) · Haltepunkt / Haltestelle | 154,038 | Stadt Haag                                                          | 333 m ü. A.                                                         |
| Strecke (im Tunnel) · Überleitstelle / Spurwechsel | 157,498 | Üst St. Peter-Seitenstetten West 13                                 | Üst St. Peter-Seitenstetten West 13                                 |
| Tunnelende · ehemaliger Haltepunkt / Haltestelle | 158,475 | Unterwinden                                                         | Unterwinden                                                         |
| | |                                                                     |                                                                     |
| Kilometer-Wechsel · Strecke | 160,035162,160 | Fehlerprofil (−2.125 m)                                             | Fehlerprofil (−2.125 m)                                             |
| | |                                                                     |                                                                     |
| Strecke · Kilometer-Wechsel | 161,578161,567 | Fehlerprofil (+11 m)                                                | Fehlerprofil (+11 m)                                                |
| | |                                                                     |                                                                     |
| Kilometer-Wechsel | 163,043163,057 | Fehlerprofil (−14 m)                                                | Fehlerprofil (−14 m)                                                |
| Strecke geradeaus und von links | | Rudolfsbahn von Steyr, Kleinreifling                                | Rudolfsbahn von Steyr, Kleinreifling                                |
| Bahnhof | 164,100 | St. Valentin                                                        | 269 m ü. A.                                                         |
| Dienststation / Betriebs- oder Güterbahnhof | 165,840 | St. Valentin-Ennskanalbrücke                                        | St. Valentin-Ennskanalbrücke                                        |
| | 166,180 | (Umfahrung Enns bzw. Altstrecke)                                    | (Umfahrung Enns bzw. Altstrecke)                                    |
| Kreuzung geradeaus oben und rechts · Abzweig geradeaus und von rechts | | Donauuferbahn – Schleife Ennsdorf                                   | Donauuferbahn – Schleife Ennsdorf                                   |
| Strecke · Blockstelle | 167,736 | Abzw St. Valentin 11 nach Sarmingstein                              | Abzw St. Valentin 11 nach Sarmingstein                              |
| Strecke · Haltepunkt / Haltestelle | 168,603 | Ennsdorf                                                            | 252 m ü. A.                                                         |
| Grenze auf Brücke über Wasserlauf · Grenze auf Brücke über Wasserlauf | | Enns, Landesgrenze Niederösterreich/Oberösterreich                  | Enns, Landesgrenze Niederösterreich/Oberösterreich                  |
| Strecke · Bahnhof | 170,973 | Enns                                                                | 253 m ü. A.                                                         |
| Überleitstelle / Spurwechsel · Strecke | 172,649 | Üst St. Valentin 3                                                  | Üst St. Valentin 3                                                  |
| Strecke · Haltepunkt / Haltestelle | 174,030 | Asten-Fisching                                                      | 247 m ü. A.                                                         |
| | |                                                                     |                                                                     |
| Kilometer-Wechsel · Strecke | 174,300173,736 | Fehlerprofil (+564 m)                                               | Fehlerprofil (+564 m)                                               |
| | |                                                                     |                                                                     |
| | 175,640 |                                                                     |                                                                     |
| Strecke | 176,378 | Asten-St. Florian                                                   | Asten-St. Florian                                                   |
| Strecke | 178,030 | Linz Pichling                                                       | 250 m ü. A.                                                         |
| Dienststation / Betriebs- oder Güterbahnhof | 179,513 | Abzw Asten-St. Florian 1                                            | Abzw Asten-St. Florian 1                                            |
| Strecke | 180,655 | Linz Ebelsberg                                                      | 257 m ü. A.                                                         |
| Abzweig geradeaus und nach rechts | | nach Linz Vbf Ost und Linz Stahlwerke                               | nach Linz Vbf Ost und Linz Stahlwerke                               |
| Brücke über Wasserlauf | | Traun                                                               | Traun                                                               |
| | 182,670 | Linz Kleinmünchen (bis 12. Dez. 2010 PV)                            | Linz Kleinmünchen (bis 12. Dez. 2010 PV)                            |
| Abzweig geradeaus und von rechts | | nach Linz Vbf West                                                  | nach Linz Vbf West                                                  |
| Abzweig geradeaus und von rechts | | Summerauer Bahn von České Budějovice                                | Summerauer Bahn von České Budějovice                                |
| Kilometer-Wechsel | 188,051188,000 | Fehlerprofil (+51 m)                                                | Fehlerprofil (+51 m)                                                |
| ehemaliger Haltepunkt / Haltestelle | | Linz Franckviertel (geplant)                                        | Linz Franckviertel (geplant)                                        |
| Abzweig geradeaus und ehemals von rechts | | nach Linz Urfahr-Ost (geplant)                                      | nach Linz Urfahr-Ost (geplant)                                      |
| Bahnhof Streckenende und Streckenanfang | 188,440 | Linz Hbf                                                            | 267 m ü. A.                                                         |
| | | (4-gleisiger Ausbau Linz–Wels)                                      |                                                                     |
| Strecke (außer Betrieb) · Dienststation / Betriebs- oder Güterbahnhof | 189,430 | Linz Hbf Westbrücke                                                 | 271 m ü. A.                                                         |
| Strecke (außer Betrieb) · Abzweig geradeaus und nach links | | Pyhrnbahn nach Selzthal                                             | Pyhrnbahn nach Selzthal                                             |
| Strecke (außer Betrieb) · Abzweig geradeaus und nach links | | Linzer Lokalbahn nach Peuerbach                                     | Linzer Lokalbahn nach Peuerbach                                     |
| Strecke (außer Betrieb) · Haltepunkt / Haltestelle | 192,020 | Leonding                                                            | 279 m ü. A.                                                         |
| Strecke (außer Betrieb) · Überleitstelle / Spurwechsel | 194,162 | Üst Linz 2                                                          | Üst Linz 2                                                          |
| Strecke (außer Betrieb) | | Trassenverschwenkung                                                | Trassenverschwenkung                                                |
| Strecke (außer Betrieb) · Strecke | 195,902 | Pasching                                                            | 294 m ü. A.                                                         |
| Strecke (außer Betrieb) · Strecke | 198,043 | Hörsching                                                           | 297 m ü. A.                                                         |
| Strecke (außer Betrieb) · Haltepunkt / Haltestelle | | Flughafen Linz (geplant)                                            | Flughafen Linz (geplant)                                            |
| Strecke (außer Betrieb) | |                                                                     |                                                                     |
| Strecke (außer Betrieb) · Haltepunkt / Haltestelle | 201,347 | Oftering                                                            | 303 m ü. A.                                                         |
| | | Verbindungsstrecke von Pyhrnbahn                                    |                                                                     |
| Kopfbahnhof Strecke bis hier außer Betrieb · Bahnhof · Kopfbahnhof Streckenende | 206,185 | Marchtrenk                                                          | 308 m ü. A.                                                         |
| | | Überwerfung nach Wels Vbf                                           |                                                                     |
| Überleitstelle / Spurwechsel rechts | 208,811 | Abzw Marchtrenk 1                                                   | Abzw Marchtrenk 1                                                   |
| Dienststation / Betriebs- oder Güterbahnhof | | Wels Vbf                                                            | Wels Vbf                                                            |
| | |                                                                     |                                                                     |
| Bahnhof | 212,815 | Wels Hbf                                                            | 321 m ü. A.                                                         |
| Abzweig geradeaus und nach rechts | | Passauer Bahn nach Passau                                           | Passauer Bahn nach Passau                                           |
| Abzweig geradeaus und nach links | | Almtalbahn nach Grünau im Almtal                                    | Almtalbahn nach Grünau im Almtal                                    |
| Bahnhof | 220,017 | Gunskirchen                                                         | 348 m ü. A.                                                         |
| Verschwenkung von links · Verschwenkung von rechts | | (Umfahrung Lambach bzw. Altstrecke)                                 | (Umfahrung Lambach bzw. Altstrecke)                                 |
| Tunnelanfang · Strecke | 225,672 | Kalvarienbergtunnel (1410 m)                                        | Kalvarienbergtunnel (1410 m)                                        |
| | |                                                                     |                                                                     |
| Strecke (im Tunnel) · Abzweig geradeaus und von links | | nach Gmunden                                                        | nach Gmunden                                                        |
| | |                                                                     |                                                                     |
| Tunnelende · Bahnhof | 226,109 | Lambach                                                             | 370 m ü. A.                                                         |
| Verschwenkung nach links · Verschwenkung nach rechts | |                                                                     |                                                                     |
| | |                                                                     |                                                                     |
| Kilometer-Wechsel | 227,200227,503 | Fehlerprofil (−303 m)                                               | Fehlerprofil (−303 m)                                               |
| | |                                                                     |                                                                     |
| Haltepunkt / Haltestelle | 227,633 | Lambach Markt                                                       | 365 m ü. A.                                                         |
| Verschwenkung von links (Strecke außer Betrieb) · Verschwenkung von rechts | | Linienverbesserung seit Okt. 2012                                   | Linienverbesserung seit Okt. 2012                                   |
| Haltepunkt / Haltestelle (Strecke außer Betrieb) · Haltepunkt / Haltestelle | 230,454 | Neukirchen bei Lambach                                              | 375 m ü. A.                                                         |
| Blockstelle (Strecke außer Betrieb) · Strecke | 230,556 | Abzw Lambach 1                                                      | Abzw Lambach 1                                                      |
| | |                                                                     |                                                                     |
| Abzweig geradeaus und nach rechts (Strecke außer Betrieb) · Strecke | | nach Haag am Hausruck                                               | nach Haag am Hausruck                                               |
| | |                                                                     |                                                                     |
| Verschwenkung nach links (Strecke außer Betrieb) · Verschwenkung nach rechts | |                                                                     |                                                                     |
| Bahnhof | 233,498 | Breitenschützing                                                    | 394 m ü. A.                                                         |
| Tunnel | 235,120 | Römerbergtunnel 710 m                                               | Römerbergtunnel 710 m                                               |
| | |                                                                     |                                                                     |
| Kilometer-Wechsel | 236,662236,940 | Fehlerprofil (−278 m)                                               | Fehlerprofil (−278 m)                                               |
| | |                                                                     |                                                                     |
| Bahnhof | 237,442 | Schwanenstadt                                                       | 393 m ü. A.                                                         |
| Abzweig geradeaus und von rechts | | Salzkammergutbahn von Schärding                                     | Salzkammergutbahn von Schärding                                     |
| Bahnhof | 243,292 | Attnang-Puchheim                                                    | 416 m ü. A.                                                         |
| Abzweig geradeaus und nach links | | Salzkammergutbahn nach Stainach-Irdning                             | Salzkammergutbahn nach Stainach-Irdning                             |
| Bahnhof | 247,966 | Vöcklabruck                                                         | 437 m ü. A.                                                         |
| Blockstelle | 250,233 | Abzw Vöcklabruck 1                                                  | Abzw Vöcklabruck 1                                                  |
| Abzweig geradeaus und nach links | | Kammerer Bahn nach Kammer-Schörfling                                | Kammerer Bahn nach Kammer-Schörfling                                |
| | |                                                                     |                                                                     |
| Kilometer-Wechsel | 252,182252,200 | Fehlerprofil (−18 m)                                                | Fehlerprofil (−18 m)                                                |
| | |                                                                     |                                                                     |
| ehemaliger Haltepunkt / Haltestelle | 252,251 | Timelkam Ort (geplant)                                              | Timelkam Ort (geplant)                                              |
| Bahnhof | 253,317 | Timelkam                                                            | 450 m ü. A.                                                         |
| Abzweig geradeaus und nach rechts | | Ampflwanger Bahn nach Ampflwang                                     | Ampflwanger Bahn nach Ampflwang                                     |
| Haltepunkt / Haltestelle | 257,090 | Neukirchen-Gampern                                                  | 460 m ü. A.                                                         |
| | 259,723 | Redl-Zipf                                                           | 471 m ü. A.                                                         |
| Bahnhof Streckenanfang | 264,050 | Vöcklamarkt                                                         | 491 m ü. A.                                                         |
| | | Atterseebahn nach Attersee                                          |                                                                     |
| Bahnhof | 268,785 | Frankenmarkt                                                        | 513 m ü. A.                                                         |
| Überleitstelle / Spurwechsel | 274,577 | Üst Frankenmarkt 2                                                  | Üst Frankenmarkt 2                                                  |
| Haltepunkt / Haltestelle | 275,637 | Pöndorf                                                             | 576 m ü. A.                                                         |
| Grenze | | Landesgrenze Oberösterreich / Salzburg                              | Landesgrenze Oberösterreich / Salzburg                              |
| Dienststation / Betriebs- oder Güterbahnhof | 278,440 | Ederbauer (bis 12. Dez. 2009 PV)                                    | 601 m ü. A.                                                         |
| Grenze | | Landesgrenze Salzburg / Oberösterreich                              | Landesgrenze Salzburg / Oberösterreich                              |
| Haltepunkt / Haltestelle | 281,916 | Oberhofen-Zell am Moos                                              | 572 m ü. A.                                                         |
| Grenze | | Landesgrenze Oberösterreich / Salzburg                              | Landesgrenze Oberösterreich / Salzburg                              |
| Bahnhof | 285,216 | Straßwalchen                                                        | 543 m ü. A.                                                         |
| Abzweig geradeaus und von rechts | | Mattigtalbahn von Braunau am Inn                                    | Mattigtalbahn von Braunau am Inn                                    |
| Bahnhof | 287,427 | Steindorf bei Straßwalchen                                          | 545 m ü. A.                                                         |
| Bahnhof | 289,174 | Neumarkt am Wallersee                                               | 550 m ü. A.                                                         |
| Verschwenkung von links (Strecke außer Betrieb) · Verschwenkung von rechts | |                                                                     |                                                                     |
| Tunnelanfang (Strecke außer Betrieb) · Strecke | | Seekirchnertunnel Ostportal (14.500 m, geplant)                     | Seekirchnertunnel Ostportal (14.500 m, geplant)                     |
| Strecke (außer Betrieb) (im Tunnel) · Haltepunkt / Haltestelle | 293,807 | Köstendorf Weng                                                     | 530 m ü. A.                                                         |
| Strecke (außer Betrieb) (im Tunnel) · Überleitstelle / Spurwechsel | 294,305 | Üst Steindorf 3                                                     | Üst Steindorf 3                                                     |
| Strecke (außer Betrieb) (im Tunnel) · Haltepunkt / Haltestelle | 296,136 | Wallersee                                                           | 522 m ü. A.                                                         |
| Strecke (außer Betrieb) (im Tunnel) · Bahnhof | 299,445 | Seekirchen am Wallersee (ehem. Seekirchen-Mattsee)                  | 518 m ü. A.                                                         |
| Strecke (außer Betrieb) (im Tunnel) · Haltepunkt / Haltestelle | 300,753 | Seekirchen Stadt                                                    | Seekirchen Stadt                                                    |
| Strecke (außer Betrieb) (im Tunnel) · Überleitstelle / Spurwechsel | 301,237 | Üst Seekirchen 1                                                    | Üst Seekirchen 1                                                    |
| Strecke (außer Betrieb) (im Tunnel) · Haltepunkt / Haltestelle | 302,782 | Eugendorf                                                           | 504 m ü. A.                                                         |
| Strecke (außer Betrieb) (im Tunnel) · Bahnhof | 305,538 | Hallwang-Elixhausen                                                 | 498 m ü. A.                                                         |
| Tunnelende (Strecke außer Betrieb) · Strecke | | Seekirchnertunnel Westportal (geplant)                              | Seekirchnertunnel Westportal (geplant)                              |
| Brücke über Wasserlauf (Strecke außer Betrieb) · Strecke | | Fischach                                                            | Fischach                                                            |
| Abzweig geradeaus und nach halblinks (Strecke außer Betrieb) · Strecke nach halbrechts | | Leitnerbauertunnel Ostportal (2.000 m, geplant)                     | Leitnerbauertunnel Ostportal (2.000 m, geplant)                     |
| Abzweig ehemals geradeaus und von halblinks · Strecke ehemals von halbrechts (im Tunnel) | |                                                                     |                                                                     |
| Überleitstelle / Spurwechsel · Strecke (außer Betrieb) (im Tunnel) | 309,345 | Üst Hallwang-E. 2                                                   | Üst Hallwang-E. 2                                                   |
| Strecke nach halblinks · Strecke ehemals nach halbrechts (im Tunnel) | |                                                                     |                                                                     |
| Strecke ehemals von halblinks und Tunnelende · Strecke von halbrechts | | Leitnerbauertunnel Westportal (geplant)                             | Leitnerbauertunnel Westportal (geplant)                             |
| Strecke (außer Betrieb) · Haltepunkt / Haltestelle | 309,933 | Salzburg Kasern (bis 11. Dez. 2005: Salzburg-Maria Plain)           | 458 m ü. A.                                                         |
| | | Anbindung Salzburg-Gnigl (geplant)                                  |                                                                     |
| Strecke (außer Betrieb) · Blockstelle | 310,880 | Abzw Hallwang-E. 3                                                  | Abzw Hallwang-E. 3                                                  |
| Strecke (außer Betrieb) · Abzweig geradeaus und nach links | | nach Salzburg Gnigl Vbf                                             | nach Salzburg Gnigl Vbf                                             |
| Verschwenkung nach links (Strecke außer Betrieb) · Verschwenkung nach rechts | |                                                                     |                                                                     |
| ehemalige Blockstelle | | Knoten Kasern (geplant)                                             | Knoten Kasern (geplant)                                             |
| Strecke quer · Kreuzung Streckenanfang · Strecke quer | | ehem. Salzkammergut-Lokalbahn                                       | ehem. Salzkammergut-Lokalbahn                                       |
| Strecke von links · Kreuzung Streckenende · Abzweig quer und von links | | Salzburg-Tiroler-Bahn von Wörgl                                     | Salzburg-Tiroler-Bahn von Wörgl                                     |
| | | Strecke nach Salzburg Itzling                                       |                                                                     |
| | |                                                                     |                                                                     |
| Kilometer-Wechsel | 312,4700,777 |                                                                     |                                                                     |
| | |                                                                     |                                                                     |
| Bahnhof | 0,000 | Salzburg Hbf                                                        | 428 m ü. A.                                                         |
| Strecke | | Strecke nach Rosenheim                                              | Strecke nach Rosenheim                                              |

Koordinaten: 48° 12′ N, 16° 20′ O
Die Westbahn ist eine elektrifizierte Hauptbahn in Österreich von Wien über St. Pölten und Linz nach Salzburg. Die Strecke wurde von der privaten k.k. privilegierten Kaiserin Elisabeth-Bahn gebaut und 1860 in Betrieb genommen. Heute wird die Strecke von den ÖBB Infra betrieben und gehört zu deren Kernnetz.

## Strecken
Die Westbahn besteht aus der zweigleisigen Alten Westbahn (Strecke 1) und der zweigleisigen Neuen Westbahn (Strecke 30). Die zwei Strecken bilden dort, wo sie parallel geführt sind, betrieblich die sogenannte viergleisige Westbahn. Sie wird von rund 550 Zügen pro Tag befahren.
Zur betrieblichen Verstärkung wird die Westbahn von zusätzlichen lokalen Strecken ergänzt, die als Nahverkehrsgleis (Strecke 23) von Wien Hütteldorf nach Unter-Purkersdorf oder als Staugleis, also als ein Gleis, auf das ein Zug ausweichen kann, bis die Hauptstrecke frei ist, (Strecke 3) von Pottenbrunn über St. Pölten nach Prinzersdorf geführt sind.
Am östlichen Ende der Westbahn konkurriert seit Dezember 2014 der historische Wiener Westbahnhof, ein Kopfbahnhof, mit dem als Durchgangsbahnhof errichteten neuen Wiener Hauptbahnhof.
Das seit Dezember 2011 operativ tätige Eisenbahnverkehrsunternehmen Westbahn GmbH hat angekündigt, seine zwischen Salzburg und Wien verkehrenden Züge auch weiterhin vom Westbahnhof aus zu führen. Seit dem Fahrplanwechsel im Dezember 2015 führen die ÖBB den gesamten Fernverkehr der Westbahn in Wien durch den Lainzer Tunnel zum Bahnhof Wien Meidling und weiter zum Wiener Hauptbahnhof. Stündlich zwei Fernzüge fahren nach dem Halt am Hauptbahnhof weiter bis zum Bahnhof Flughafen VIE Wien. Die Westbahn GmbH ließ von Ende 2017 bis Ende 2019 zusätzlich Taktzüge von Wien Praterstern aus verkehren, die auf ihrem Weg nach Westen Trassen auf der S-Bahn-Stammstrecke belegten, auf denen sie den Hauptbahnhof und weitere S-Bahn-Stationen einbanden, deren Benutzung mit Tickets des Verkehrsverbundes aber nicht möglich war.

## Geschichte
Die Strecke wurde am 15. Dezember 1858 von Wien Westbahnhof bis Linz eröffnet und war ab 1. August 1860 durchgehend bis Salzburg befahrbar. Die weiterführende Strecke bis München Hauptbahnhof ging am 12. August 1860 in Betrieb.

### Bau
Die Bahnstrecke wurde von der Gesellschaft k.k. privilegierte Kaiserin Elisabeth-Bahn unter Hermann Dietrich Lindheim gebaut. Neben der Strecke Wien – Salzburg waren darin gleichfalls die Bahnstrecke Wels–Passau (1861), St. Valentin – Summerau – Budweis (1872) enthalten. Darüber hinaus mussten die Strecken Linz – Lambach – Gmunden und Linz – Budweis, die ehemalige Pferdeeisenbahn Budweis – Linz – Gmunden der k.k. privilegierte Erste Eisenbahngesellschaft als Schmalspurbahn übernommen werden (1857), die allerdings zumeist neu trassiert werden mussten. Die Kaiserin Elisabeth-Bahn verwaltete noch zahlreiche andere Strecken, selbst heute sind noch vereinzelt Grenzsteine mit den Initialen K.E.B. anzutreffen. Der Name der „Kaiserin Elisabeth Westbahn“ wurde vom Publikum schlicht durch „Westbahn“ ersetzt. Die Bauarbeiten für die Strecke Wien–Linz begannen am 31. Juli 1856 bei Rekawinkel, wobei die Trasse und die Bahnhofsanlagen wegen der militärischen Strategie mehrmals geändert wurden.

### Eröffnung
Bereits 1851 war in einem Staatsvertrag zwischen Bayern und Österreich eine Bahnverbindung vereinbart worden; 1858 wurde die Strecke Wien – Linz fertiggestellt, nach der Probefahrt mit der Lokomotive Maria-Zell. 1859 wurde die Bauarbeit aktiv ausgeführt, sodass der Teil Linz–Lambach am 1. September eröffnet werden konnte. Dieser Teil stimmte beinahe mit der Strecke der Ersten Eisenbahn-Gesellschaft überein. Am 1. Februar 1860 ging die Strecke Lambach – Frankenmarkt für den Güterverkehr in Betrieb, einen Monat später für den Gesamtverkehr. Die letzte Strecke Frankenmarkt – Salzburg wurde am 1. August dem Verkehr übergeben. Die Fahrzeit von Wien nach Salzburg betrug anfangs neun Stunden. Bereits einige Wochen vor der offiziellen Eröffnung hatte Kaiserin Elisabeth die Strecke benutzt, um in ihre Heimat Bayern zu reisen. Bei der offiziellen Eröffnung am 12. August 1860 waren Kaiser Franz Joseph und König Maximilian II. von Bayern anwesend.

### Verstaatlichung
1884 wurde die Bahnstrecke in staatlichen Besitz übergeführt (siehe k.k. Staatsbahnen). Die Verlängerung der Bahnstrecke auf österreichischem Gebiet, die Salzburg-Tiroler-Bahn („Giselabahn“) über Zell am See nach Wörgl in Tirol (KEB seit 1875), war ebenfalls in staatlicher Hand.

### Ausbau, Elektrifizierung
Der zweigleisige Ausbau wurde am 14. August 1902 fertiggestellt und erfolgte schrittweise: Linz – Wels am 7. August 1870, St. Valentin – Linz am 22. August 1874, Wels – Lambach am 1. November 1898, Lambach – Attnang-Puchheim am 14. August 1899, Attnang-Puchheim – Salzburg am 14. August 1902.
Die Elektrifizierung der Strecke wurde nach dem Ende des Ersten Weltkrieges und dem Wegfall von Kohlereserven forciert. Sie begann von Westen her, aber erst kurz vor Beginn des Zweiten Weltkriegs: 3. Oktober 1938 bis Steindorf, 6. Oktober 1941 bis Attnang-Puchheim, 15. Mai 1949 bis Linz, 28. Juni 1951 bis Amstetten. Mit der Einweihung des fast zur Gänze in der sowjetischen Besatzungszone gelegenen Streckenabschnittes Amstetten – Wien Westbahnhof konnte die Elektrifizierung am 19. Dezember 1952 abgeschlossen werden.
Während der Zeit der Betriebsführung durch die Deutsche Reichsbahn wurden zahlreiche Erweiterungen und Ausbauten vorgenommen. So wurden die Betriebsausweichen Hutten und Ederbauer erbaut und in Wels ein neuer Verschiebebahnhof (nördlich der Westbahn) errichtet. Ebenfalls wurde der Bau eines zweiten Verschiebebahnhofes in Wels begonnen (südlich der Westbahn), der jedoch infolge des Kriegsendes nicht mehr zur Ausführung gelangte. Der Sinn dieses Planes war, in Wels sowohl einen Verschiebebahnhof mit Rollrichtung West-Ost (heutiger Vbf) als auch einen in der Rollrichtung Ost-West (geplanter) zu erhalten. Der Verschiebebahnhof Linz Ost erfuhr durch die Gründung der „Hermann-Göring-Werke“ (heute voestalpine) eine großzügige Erweiterung.
Zerstörte Bauwerke wurden nach dem Zweiten Weltkrieg wiederhergestellt.
Auf einer Pressekonferenz stellte Verkehrsminister Karl Lausecker 1983 in Einzelheiten gehende Pläne für den Ausbau der Westbahn vor. Der Baubeginn wurde für 1987 erwartet, die Inbetriebnahme sollte 1992 erfolgen. Dabei sollten zwischen Attnang-Puchheim und Salzburg Neubauabschnitte entstehen, Ausbauabschnitte waren zwischen St. Pölten und Linz sowie zwischen Linz und Attnang-Puchheim vorgesehen. Die geplante Höchstgeschwindigkeit betrug 250 km/h.
Lauseckers Nachfolger als Verkehrsminister, Ferdinand Lacina, beauftragte gemeinsam mit den Österreichischen Bundesbahnen (ÖBB) nach einer internationalen Ausschreibung 1985 die Firma Arthur D. Little International (ADL) mit einem Gutachten zur Konzeption und Erarbeitung der Planungsvorgaben für das Hochleistungsstreckennetz Österreichs; im Juni 1986 wurde dann diese sogenannte ADL-Studie präsentiert. In der Studie wurden drei Servicebereiche empfohlen: HL-Intercity-Service, HL-Interregio-Service und HL-Güterservice, jeweils mit einem umfangreichen Streckenbauprogramm. Lacinas Nachfolger als Verkehrsminister, Rudolf Streicher (ab Juni 1986), beauftragte auf dieser Basis die ÖBB mit dem Planungskonzept Die Neue Bahn. In diesem Konzept waren eine Reihe von Ausbaumaßnahmen für die Westbahn vorgesehen. Nachdem 1989 auf Basis des Hochleistungsstreckengesetzes die staatliche Eisenbahn-Hochleistungsstrecken AG (HL-AG) als unmittelbare Tochter der Republik Österreich gegründet worden war, verordnete Streicher anschließend unter anderem die Planung und den Bau folgender Westbahnneubauabschnitte an die HL-AG:
- St. Pölten – Prinzersdorf,
- Melk,
- Krummnußbaum – Säusenstein,
- Haag – St. Valentin,
- Lambach,
- Breitenschützing – Schwanenstadt,
- Volders – Baumkirchen (Umfahrung Innsbruck) und
- St. Jakob – St. Anton

1990 beauftragte Verkehrsminister Streicher die HL-AG mit Verordnung:
zur Planung und zum Bau:
- Traun – Marchtrenk (Verbindungsstrecke Westbahn – Pyhrnbahn)

zunächst nur zur Planung:
- St. Pölten – Raum Wien einschließlich einer Verbindungsstrecke zur Südbahn (Lainzer Tunnel) und
- Attnang/Puchheim – Salzburg

Ziel dieser Maßnahmen war vor allem die Erreichung eines Österreichischen Taktverkehrs, wesentliche Fahrzeitbeschleunigungen und zusätzliche Kapazitäten für den Güterverkehr.
Um die alten Streckenabschnitte für den Nahverkehr zu erhalten (es standen bei kürzeren Streckenverbesserungen Rückbauten zu Gunsten von Radwegen im Raum), sprach 1993 der damalige Generaldirektor der HL-AG, Gustav Hammerschmid, im Ministerbüro von Verkehrsminister Viktor Klima vor. Um durchgehende Hochgeschwindigkeitszüge zu ermöglichen, um eine durchgehende Kapazitätserhöhung zu erreichen und um ein Nebeneinander von Schnellzügen mit Nahverkehrszügen zu gewährleisten, verordnete Klima die Übertragung der Planung einer möglichst 4-gleisigen Westbahn zwischen St. Pölten und Wels an die HL-AG und verordnete den Trassenverlauf der Umfahrung St. Peter—Seitenstetten im Zuge der Hochleistungsstrecke St. Pölten—Attnang/Puchheim.
Mit diesem Bündel an Übertragungsverordnungen an die HL-AG durch Streicher und Klima war die Planung einer durchgehenden Hochleistungsstrecke von Wien Meidling bis Salzburg möglich geworden.
Der Abschnitt Krummnußbaum – Säusenstein mit dem Sittenbergtunnel wurde als erster Neubauabschnitt der neuen Westbahn am 21. März 1994 eröffnet und von der HL-AG an die ÖBB zum Betrieb übergeben. Am 19. Mai 1994 wurde die Schleife Marchtrenk – Traun vollständig von der HL-AG den ÖBB zum Betrieb übergeben und Ende Mai die Umfahrung Innsbruck (Baumkirchen – Gärberbach). Am 2. Jänner 1995 folgte die Umfahrung Lambach mit dem Kalvarienbergtunnel, 1997 Breitenschützing – Schwanenstadt mit dem Römerbergtunnel. Drei Jahre später wurden die Abschnitte St. Pölten – Prinzersdorf und Groß Sierning – Pöchlarn mit den Bauwerken Grüntunnel Rohr, Wachberg-Tunnel II und Melker Tunnel für 200 km/h freigegeben. Nur wenige Monate später, 2001, folgten Prinzersdorf – Groß Sierning und St. Peter-Seitenstetten – St. Valentin (Grüntunnel St. Peter und Siebergtunnel). Seit 2003 (Eröffnung Amstetten – St. Peter-Seitenstetten) kann von Amstetten bis St. Valentin durchgehend mit 200 km/h gefahren werden. 2004 folgten die beiden Knoten Wagram und Rohr, und 2007 wurde schließlich die Umfahrung Enns (St. Valentin – Linz Kleinmünchen) dem Verkehr übergeben.
Im Zuge des Bahnhofsumbaues St. Pölten Hauptbahnhof wurden zwei Eisbergbogentunnel (ein eingleisiger für das Staugleis, ein zweigleisiger für die beiden Hauptgleise) westlich von St. Pölten errichtet und 2010 dem Verkehr übergeben.
Mit 9. Dezember 2012 begann eine neue Epoche der Westbahn: Mit diesem Datum wurde die mit 230 km/h befahrbare Neubaustrecke Wien Hadersdorf – St. Pölten Hauptbahnhof durch den Wienerwaldtunnel dem Verkehr übergeben, gleichzeitig mit der Eröffnung der Neuen Unterinntalbahn und der Anhebung der Höchstgeschwindigkeit zwischen St. Valentin und Linz Kleinmünchen von 200 km/h auf 230 km/h. Seit diesem Datum schafft der Railjet die Strecke Wien – Salzburg in 2 Stunden 22 Minuten, nach Innsbruck benötigt er nur mehr etwas mehr als 4 Stunden.
Zu Ostern 2013 wurden die zwei Neubaugleise zwischen Ybbs an der Donau und Amstetten in Betrieb genommen. Im Dezember 2014 wurde der viergleisige Ausbau zwischen Ybbs an der Donau und Amstetten mit einer Länge von 16,7 Kilometern abgeschlossen. Damit ist das kreuzungsfreie Befahren der Neubauabschnitte möglich. Seitdem wird eine Sanierung der alten Strecke durchgeführt. Eine komplette Inbetriebnahme mit allen vier Gleisen war für das Jahr 2015 geplant. Wegen Bauarbeiten war die alte Strecke zwischen Rekawinkel und Neulengbach von Februar bis Juni 2016 teilgesperrt und von Juni bis September 2016 vollgesperrt.

### Haltestellenschließungen
Wie auf vielen anderen Bahnstrecken wurden auch an der Westbahn einige Haltepunkte aufgelassen. Meistens liegen die Gründe bei der schwachen Auslastung. Unter anderem betraf dies die Haltestelle Schildberg zwischen Böheimkirchen und Pottenbrunn, welche seit Dezember 2007 nicht mehr bedient wird. Zwei Jahre darauf folgte die Schließung des Bahnhofes Ederbauer, betrieblich werden die Gleisanlagen jedoch noch als Ausweiche verwendet. Die Stadt Haag verlor im Jahre 2013 den „großen“ Bahnhof, heutzutage besteht nur noch die näher zum Ortskern gelegene Station Stadt Haag.
Auf der alten Weststrecke wurden die Haltestellen Unteroberndorf und Hofstatt zwischen Neulengbach und Eichgraben mit dem Fahrplanwechsel Dezember 2023 aufgelassen und nicht mehr vom Personenverkehr bedient. Abgesehen von der eher schwachen Frequenz an täglichen Fahrgästen haben diese Stationen auch nur einen geringen Abstand zueinander. Die Station Maria Anzbach bleibt als einzige Station in der gleichnamigen Gemeinde bestehen. Sie wird bis 2025 modernisiert und ein bahnparalleler Geh- und Radweg gebaut. Seit Schließung der Stationen besteht ein Halbstundentakt der S-Bahn-Linie S50 bis Eichgraben-Altlengbach sowie ein Halbstundentakt der REX-Züge Wien Westbahnhof–St. Pölten.

### Hochwasser 2024
Das Hochwasser in Mitteleuropa im September 2024 betraf die neue Westbahn vor allem im Bereich um den Bahnhof Tullnerfeld und im nahegelegenen Atzenbrugger Tunnel, auch der Lainzer Tunnel sowie die Weichenhalle Hadersdorf wurden schwer beschädigt. Hier mussten die elektrischen Installationen neu errichtet werden, was eine längere Umleitung des Fernverkehrs auf die alte Westbahnstrecke erzwang. Die alte Westbahnstrecke war ebenfalls für einige Tage gesperrt, danach eingleisig befahrbar und ab 10. Oktober wieder zweigleisig befahrbar. Seit dem 15. Dezember 2024 ist der vollständige Betrieb der neuen Westbahnstrecke wieder möglich. Für abschließende Reparaturarbeiten war die Strecke zwischen dem 12. Mai und 6. Juni 2025 nochmals gesperrt. Seither ist der Betrieb mit einer Höchstgeschwindigkeit von 230 km/h wieder möglich. Die Strecke ist nun aufgrund einiger Verbesserungen besser vor Hochwasser geschützt.

## Alte Westbahn (Strecke 101)

### Streckenverlauf

#### Wien – St. Pölten

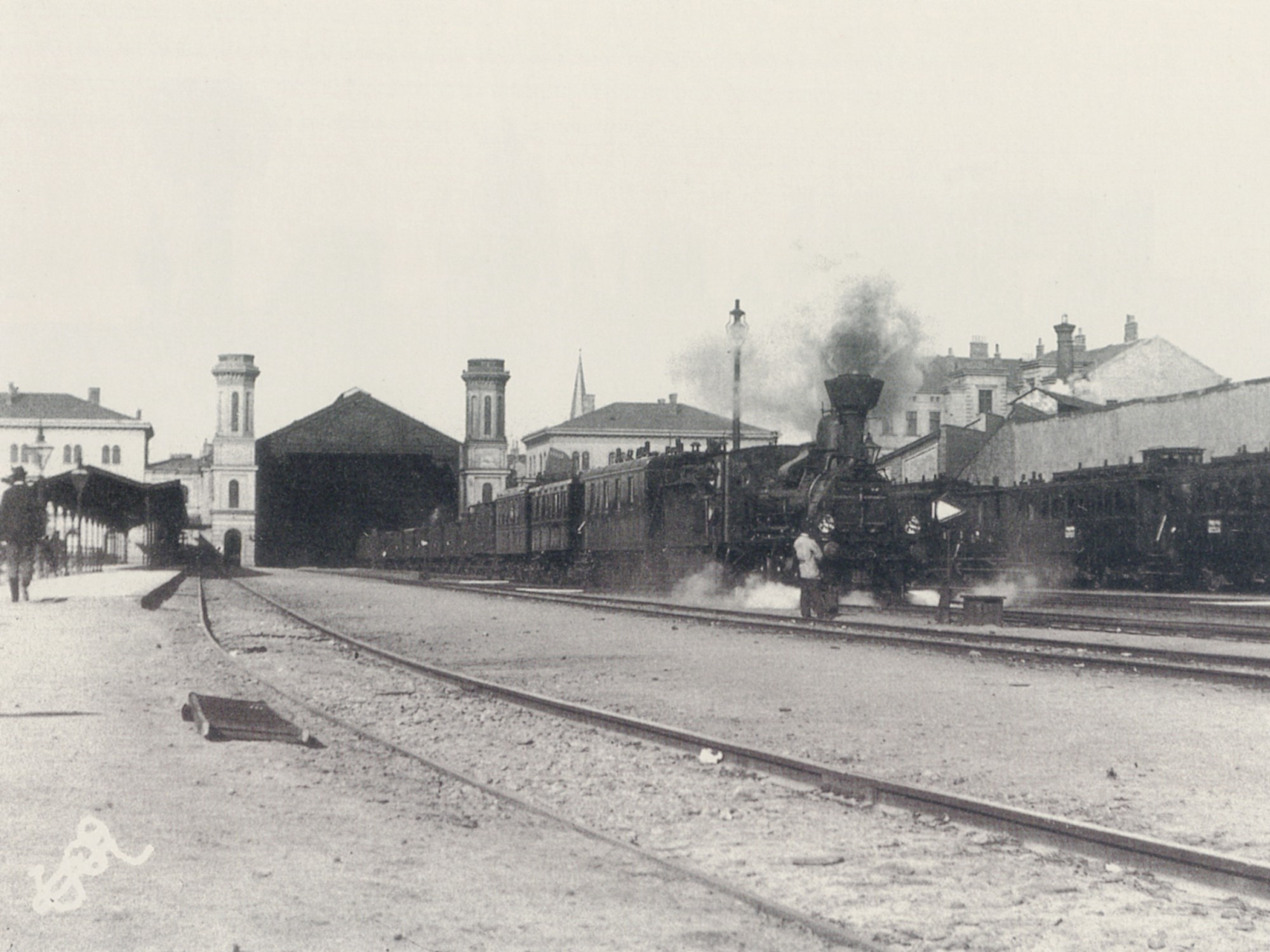
Abfahrt des kaiserlichen Hofzuges vom Wiener Westbahnhof, 1895

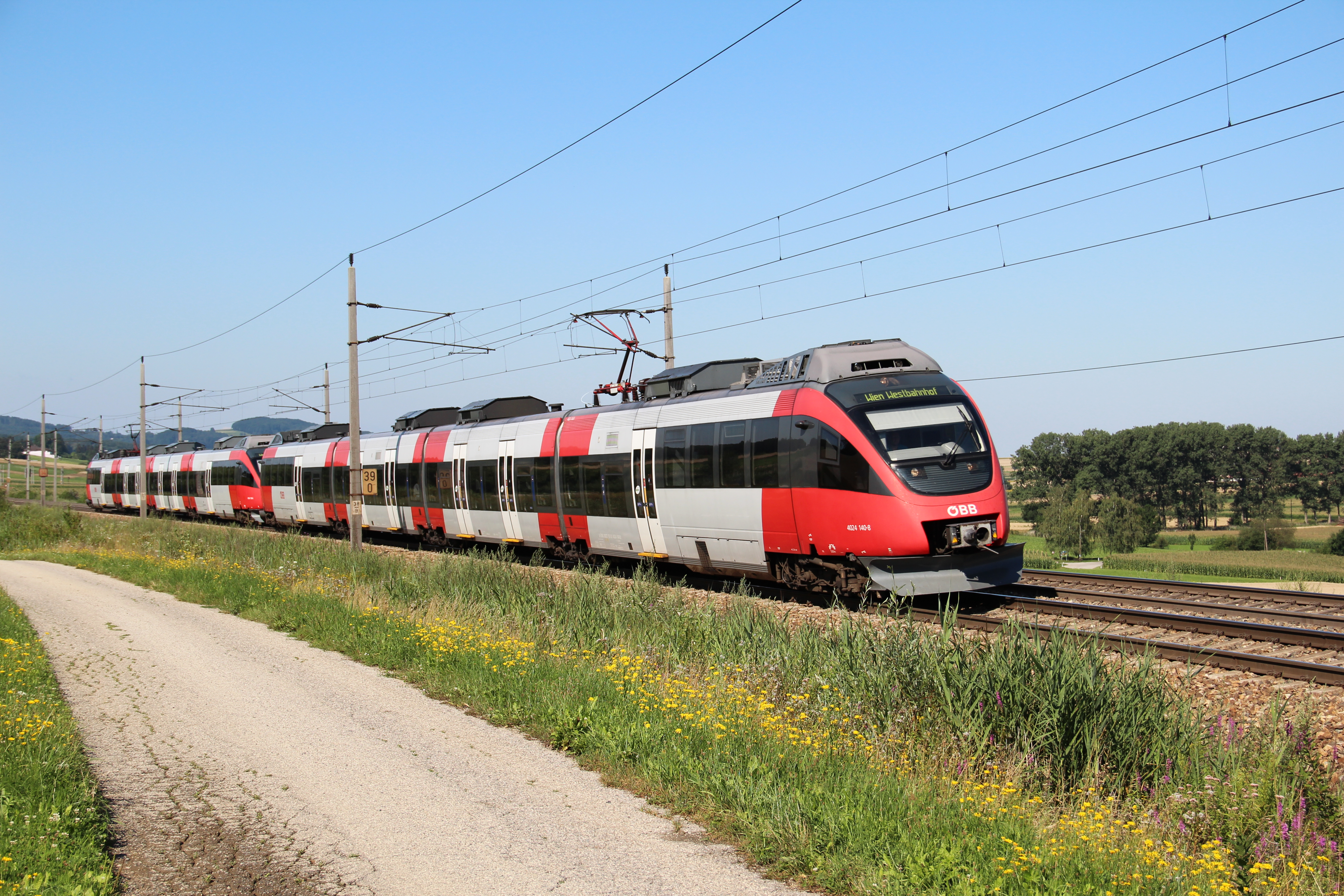
Regionalzug bei Neulengbach

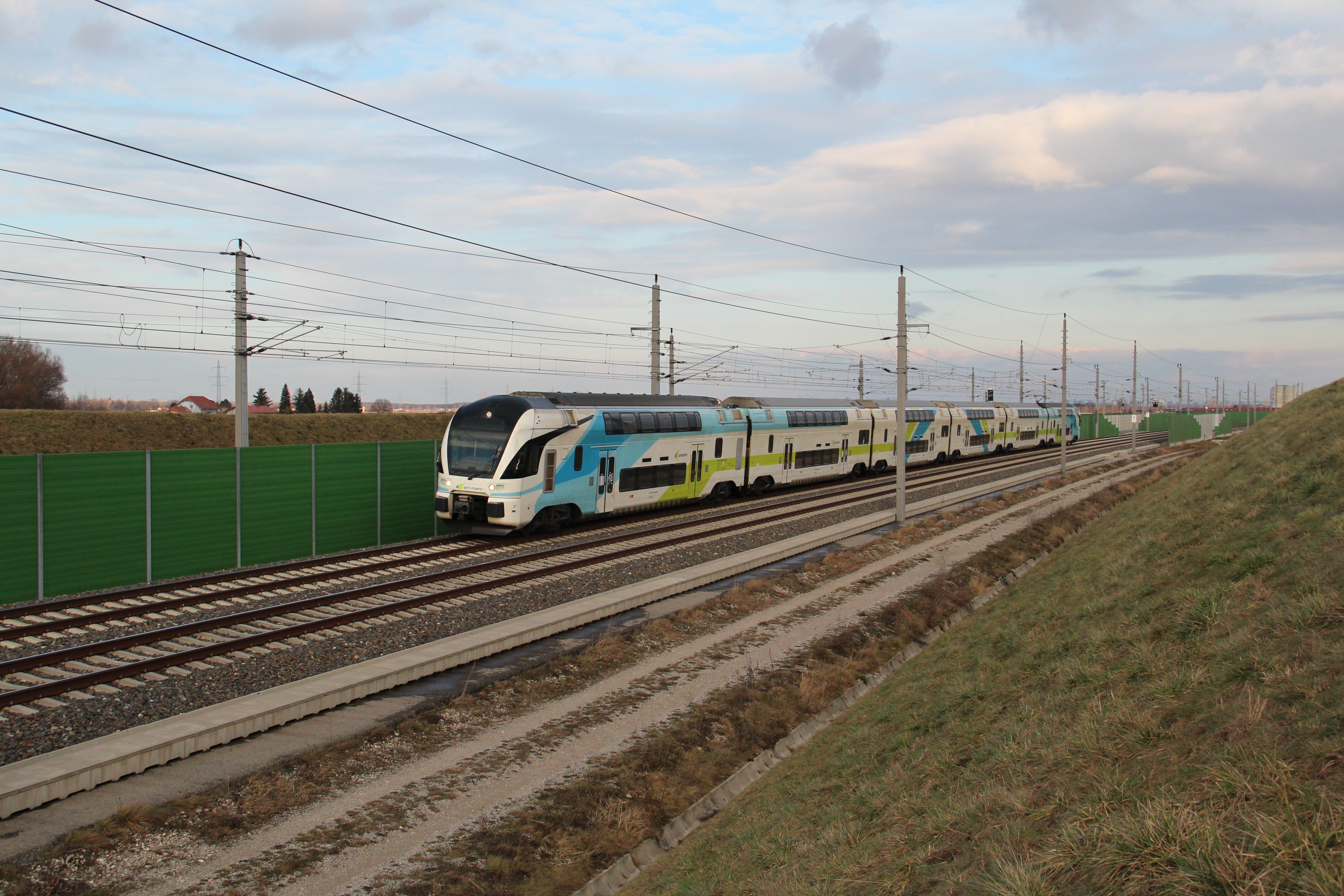
Westbahn am Weg nach Salzburg Hbf kurz nach dem Bahnhof Tullnerfeld

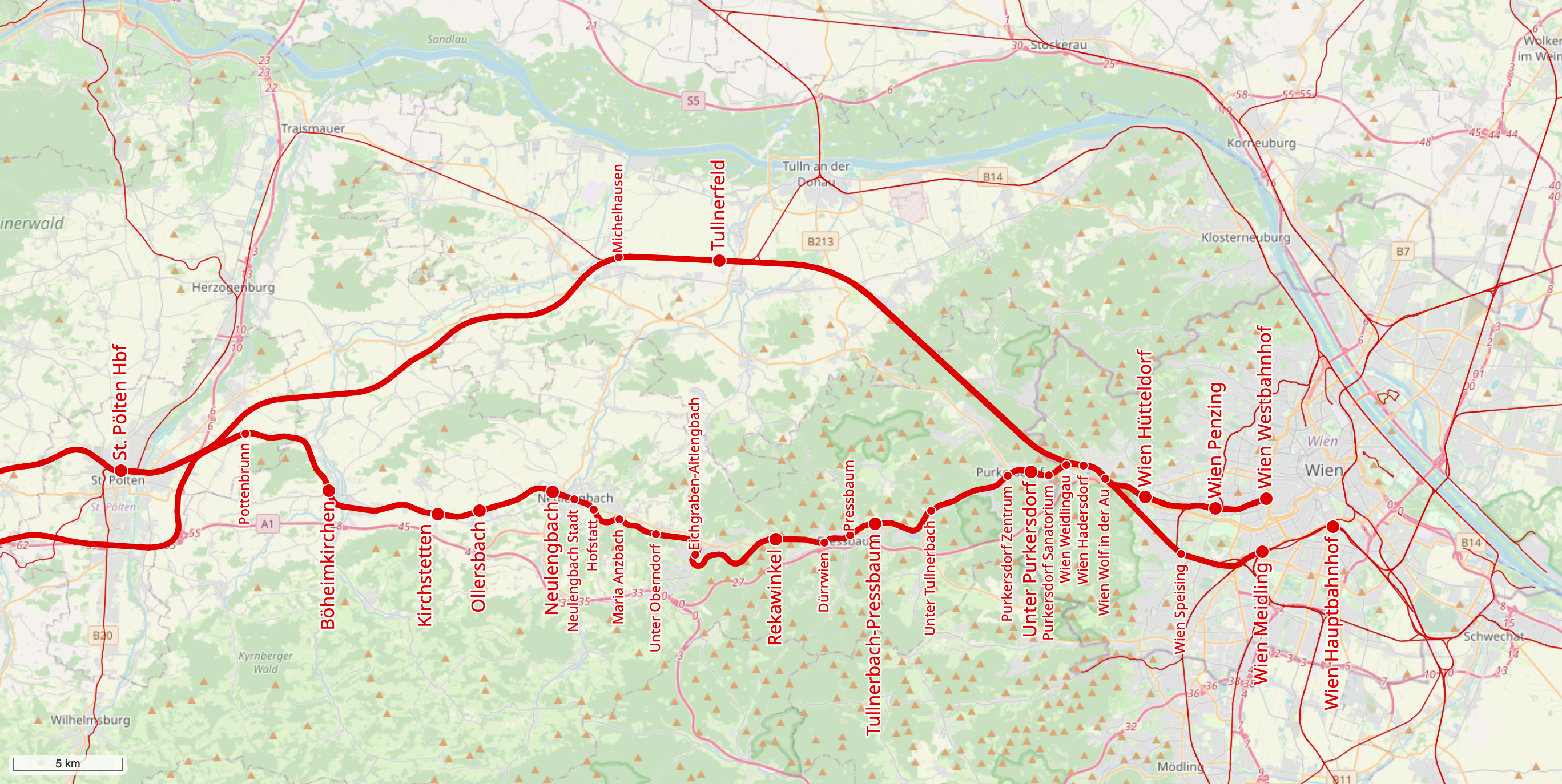
Westbahn im Abschnitt Wien – St. Pölten

Die Strecke beginnt in Wien Westbahnhof und durchquert zunächst den Wienerwald, indem sie dem Wienflusstal (fast) bis Rekawinkel, ab Purkersdorf als Rampenstrecke teils in Hanglage, folgt. Am Westkopf des Bahnhofs Rekawinkel wird der Höhenrücken (Rekawinkler Berg) zum Anzbachtal durchstoßen. Der Gebirgsbahncharakter in der Linienführung ergibt sich nun einige Kilometer dadurch, dass die Westbahn hoch an der Südflanke des Tals – nach Ausfahren kleiner Seitengräben – eine ebenfalls südwärts gerichtete Schleife bei Eichgraben zur Längengewinnung, das Nagelbachtal ausnutzend, zieht. Die Trasse fällt konstant weiter am südlichen Talhang bis zur Querung des Laabenbachtals in Neulengbach. Der Seebachsenke entlang, wird Kirchstetten erreicht, von wo aus es flach weiter bis Böheimkirchen ins Perschlingtal geht. Selbiges verlässt die Westbahn bei Schildberg wieder westwärts, um den Höhenrücken zum weiten Traisental zu bewältigen. Nach Fertigstellung der Güterzugumfahrung St. Pölten (GZU) „Lückenschluss St. Pölten – Loosdorf“ von Knoten Wagram (Ostrand des Stadtgebiets St. Pölten) bis Knoten Rohr (Gemeinde Loosdorf) wurde der neu gebaute Trassenverlauf der GZU Strecke 101 zugeordnet.

#### St. Pölten – Linz
Die Alte Westbahn folgt anschließend bis zu einer Donauterrasse (Melk) in zunehmend südlicher Lage dem Pielachtal. Nunmehr wird bei der Mündung des Flusses Melk in die Donau in deren Tal auf der Terrassenkante eingebogen, wobei die ursprüngliche – heute vollständig aufgelassene – Trassenführung entlang der Kante etwa bei Winden den Talgrund erreichte und über Bergern an einer Niederterrassenstufe entlang etwa nördlich von Ornding in die Bestandstrasse einmündete.
Weiter geht es, immer noch im rechtsseitigen Donautal, über Pöchlarn und Krummnußbaum, ins weite Ybbstal hinein bei Kemmelbach. Westwärts folgt man dem Talboden bis Amstetten, wo unmerklich in das Tal der Url gewechselt wird. Bis St. Peter in der Au genutzt, strebt man in einem Seitengraben der Wasserscheide bei Haag zum Erlaeinzugsgebiet hinan. Haag wird schleifenartig umfahren und bis St. Valentin die weite Ebene des Donautals wieder erreicht. Nach Passieren von Enns und Traun gelangt man in einem weiten Nordbogen in den Linzer Hauptbahnhof.

#### Linz – Salzburg

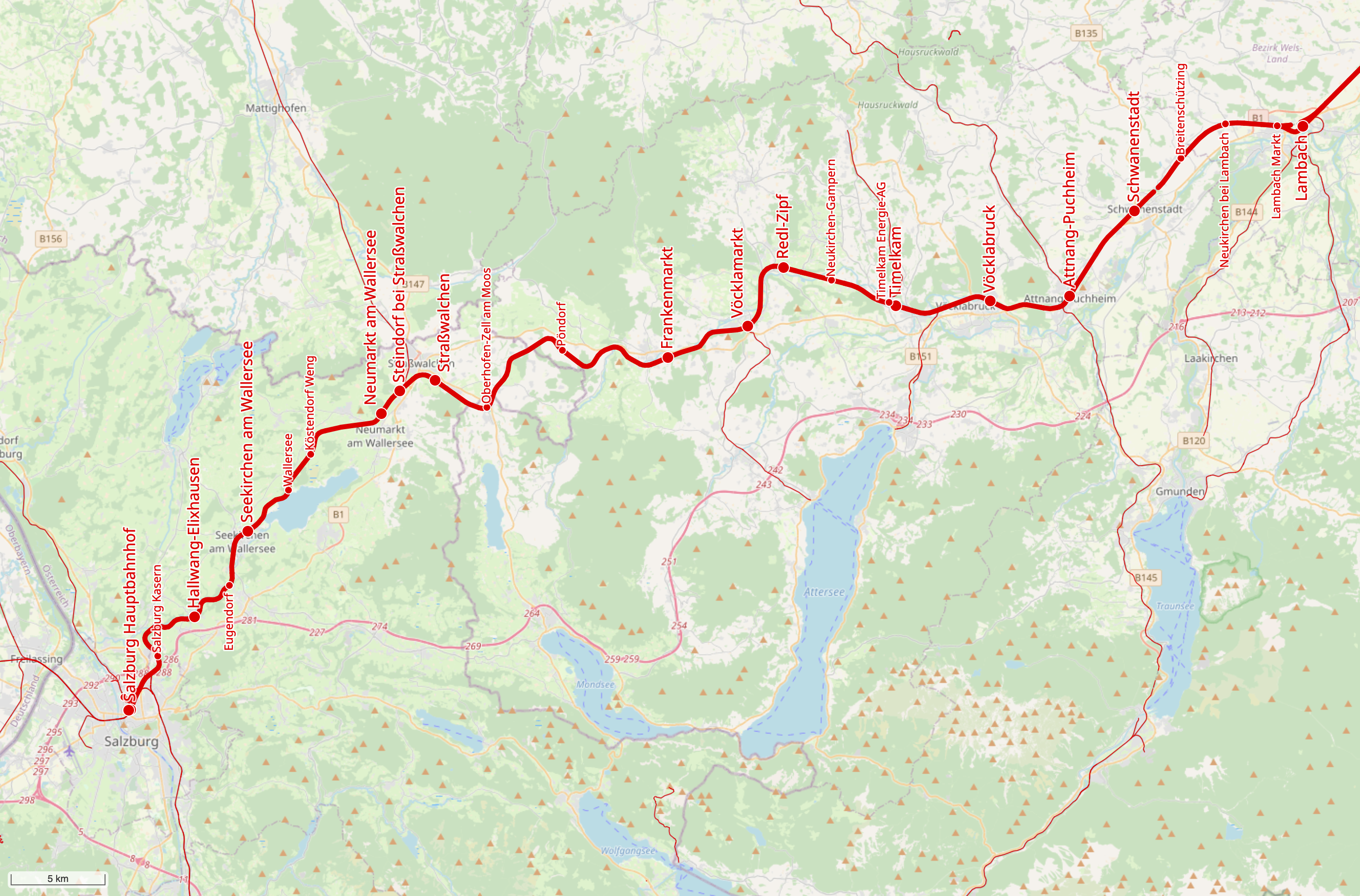
Westbahn im Abschnitt Linz – Salzburg

Richtung Wels werden zunächst Südausläufer des Mühlviertels (Froschberg) umfahren und dann in die Welser Heide eingebogen, die schnurgerade bis nahezu Wels Hauptbahnhof durchmessen wird. Auf nördlicher Hochterrasse der Traun, fernab des Flusses, tangiert man in Lambach die Südausläufer des Hausrucks.
Ab Lambach der weiten Agerniederung am Saum des Hügellandes folgend, wechselt man in Vöcklabruck in das gleichnamige Vöcklatal. Das Vöcklatal wird kurz westlich von Frankenmarkt verlassen, um den Aufstieg in den Flachgau in Angriff zu nehmen. Dabei wird der Weinbachgraben bis zum Kulminationspunkt der Westbahn, dem Ederbauer, genutzt. Ein südwärts gerichtete, großzügige Schleife über Oberhofen in die Mühlbachsenke hinein dient dem Abstieg nach Straßwalchen, von dem aus über flache Bachtäler das Nordufer des Wallersees in den Blick kommt. Ab Seekirchen verliert die Trasse im engen Fischachgraben bis Kasern Höhe aus dem Flachgau an die Ostabhänge des Salzachtals. Dabei folgt man zuletzt nicht der nördlich abbiegenden Fischach Richtung Salzach, sondern fährt den Talschluß des Plainbachs aus und fällt dann weiter bis Salzburg Hauptbahnhof.
Eisenbahnknoten an der Alten Westbahn sind dabei die Bahnhöfe Wien Hütteldorf, St. Pölten Hauptbahnhof, Pöchlarn, Amstetten, Sankt Valentin, Linz Hauptbahnhof, Wels Hauptbahnhof, Lambach, Attnang-Puchheim und Steindorf bei Straßwalchen.

### Betrieb
Die Alte Westbahn wird fast ausschließlich von S-Bahnen, Regionalzügen, schnelleren Zügen der Gattung CJX (CityjetXpress) und REX (RegionalExpress), wie auch Güterzügen befahren. Im Personen- und Güterverkehr verkehren Lokomotiven der Taurus-Reihen, 1142, 1144, 1293, Lokomotiven von Privatfirmen und Diesellokomotiven der Reihen 2016 und 2070. Die Diesellokomotiven und die Lokomotiven der privaten Eisenbahnverkehrsunternehmen sind jedoch nur im Güterverkehr zu finden. Seit 4. August 2025 werden im Personennahverkehr zwischen Wien und St. Pölten die Lokomotiven der Reihe 1144 schrittweise durch Vectrons ersetzt. Neben den Lokomotiven verkehren auch Triebwagen der Reihen 4023/4024 (Talent 1), 4744/4746 (Cityjet) sowie in seltenen Fällen zwischen Wien und Sankt Valentin Triebwagen der Reihe 4020. Vom Wagenmaterial her verkehren zwischen Wien und Sankt Pölten meist gemischte Konstellationen aus Doppelstockwagen und Inlandsreisezugwagen der ÖBB (CityShuttle). Diese werden jedoch bereits an Wochenenden und Feiertagen von den Cityjets ersetzt.

## Neue Westbahn (Strecke 130)

### Streckenverlauf

#### Wien – St. Pölten
Der Neubauabschnitt Wien – St. Pölten der Neuen Westbahn ist eine Eisenbahn-Schnellfahrstrecke in Österreich. Sie führt von Wien über das Tullnerfeld nach St. Pölten und ist ein Teil des TEN-Projektes Nr. 17 „Magistrale für Europa“. Der Abschnitt wurde mit dem Fahrplanwechsel am 9. Dezember 2012 in Betrieb genommen. Die Reisezeit ohne Aufenthalt zwischen dem neu eröffneten Wiener Hauptbahnhof und St. Pölten Hauptbahnhof verkürzte sich damit von 41 auf 28 Minuten; die zwischen Wien Meidling und St. Pölten auf 21 Minuten.
Der Neubauabschnitt der Neuen Westbahn beginnt im Ausfahrbereich des Bahnhofs Wien-Meidling und verläuft durch den Lainzer Tunnel, welcher direkt in den Knoten Hadersdorf mündet. Bis zur dort bestehenden Verknüpfung mit der Alten Westbahn kann die Strecke mit 160 km/h befahren werden, die Weichenhalle im Knoten Hadersdorf wird mit 150 km/h befahren, die Verbindungen zur alten Westbahn (Strecke 101) nach Unter Purkersdorf bzw. Hütteldorf werden mit 100, bzw. 120 km/h befahren. Ab dem Knoten Hadersdorf beginnt mit der Einfahrt in den Wienerwaldtunnel die eigentliche Schnellfahrstrecke. Ab diesem Punkt kann die Strecke mit 250 km/h befahren werden. Die Strecke kommt nach knapp 13 Kilometer bei Chorherrn im Tullnerfeld wieder an die Oberfläche.
In diesem Bereich entstand der Regionalbahnhof Tullnerfeld. Durch die Reaktivierung der stillgelegten Tullner Westschleife wird die Hochgeschwindigkeitsstrecke an die Franz-Josefs-Bahn angebunden und die Voraussetzung für einen attraktiven Regionalverkehr geschaffen. Nach Durchqueren von drei Tunneln, die aus Lärmschutzgründen in offener Bauweise gebaut wurden, folgt im Anschluss die Tunnelkette Perschling mit drei weiteren Tunneln. Dann führt die Strecke bis zum Knoten Wagram bei St. Pölten, der den bisherigen Startpunkt der Neuen Westbahn bildete.
Nach Überbrückung der Traisen im Stadtgebiet St. Pölten wird St. Pölten Hauptbahnhof erreicht.
Gleichzeitig mit der Errichtung der neuen Hochgeschwindigkeitsstrecke wurden auch die Bahnhöfe in Wien und St. Pölten erneuert. Der Wiener Hauptbahnhof wurde am 9. Dezember 2012 gleichzeitig mit der Streckeneröffnung in Teilbetrieb genommen und bis Dezember 2015 vollständig fertiggestellt. Der Bahnhof St. Pölten wurde bis Ende 2011 umgebaut.

#### St. Pölten – Ybbs an der Donau

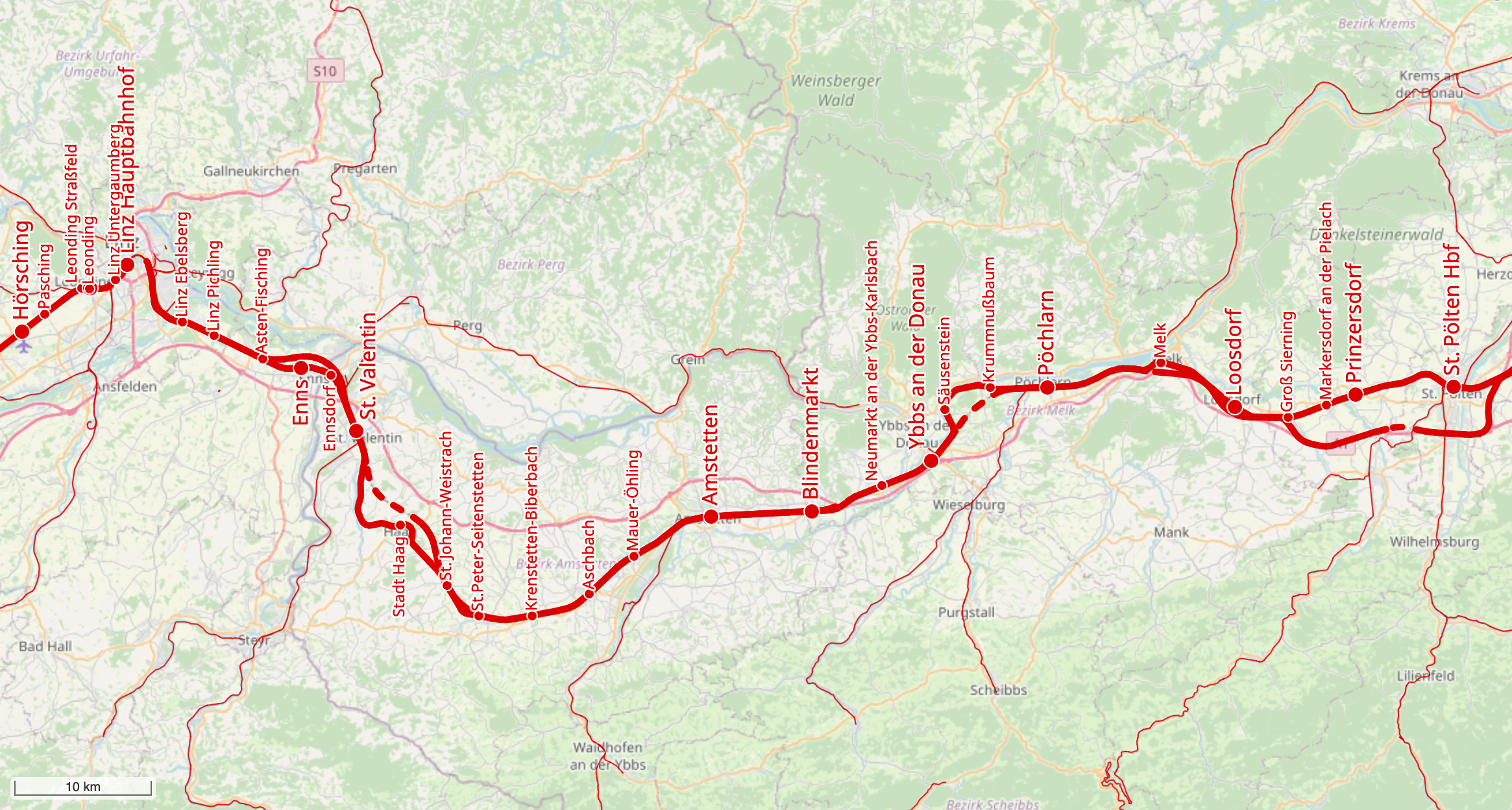
Westbahn im Abschnitt St. Pölten – Linz

Direkt im Anschluss an den St. Pöltner Hauptbahnhof folgt ein mit nur 80 km/h befahrbarer Rechtsbogen, nach einem kurzen geraden Stück der in einem Linksbogen gelegene, bis 2010/11 neu errichtete, 460 m lange Eisbergbogentunnel, in dem schon auf 160 km/h beschleunigt werden kann. Am Ende des Bogens beginnt die LZB, mit der 200 km/h gefahren werden kann. Die Strecke verläuft dreigleisig (Staugleis St. Pölten Hauptbahnhof – Prinzersdorf südlich der Bestandsstrecke, mit eigenem, eingleisigem Eisbergbogentunnel) bis Prinzersdorf, anschließend zweigleisig durch die Haltestelle Markersdorf an der Pielach zum Knoten Rohr, an dem die zwei auf vier Gleise aufgefächert werden. Hier zweigt die Alte Westbahn nach Nordwesten zum Bahnhof Loosdorf ab, während die Neue Westbahn den Ort südlich um- bzw. im Grüntunnel Rohr unterfährt. Im Nordwesten von Loosdorf nähern sich die beiden Strecken bis auf wenige Meter an, ehe die Neubaustrecke in einem leichten Linksbogen in den Wachbergtunnel 2 einfährt. Kurz nach dessen Westportal folgt bereits der Melker Tunnel, der seinen Namen von der umfahrenen Ortschaft hat. Unmittelbar darauf folgt eine Brücke über die Melk, ehe die Bestandsstrecke von Westen in einem Bogen neben die Neubaustrecke einbiegt. Jetzt verlaufen die beiden Strecken parallel durch den Bahnhof Pöchlarn, bis die Neubaustrecke in einem leichten Linksbogen in den fast fünf Kilometer langen Sittenbergtunnel einfährt. Die in diesem Tunnel befindliche, mit 120 km/h im abzweigenden Strang zu befahrende Überleitstelle (Üst) Poe 2 wurde nach einigen Jahren wieder entfernt und durch den Sbl Poe 2 ersetzt. Kurz nach dem Westportal treffen Neu- und Bestandsstrecke wieder aufeinander und rund 2 km später ist der Bahnhof Ybbs an der Donau erreicht. Kurz nach dem Bahnhof Ybbs an der Donau darf die Strecke wieder mit 250 km/h befahren werden. Der viergleisige Lückenschluss nach Amstetten ging 2016 in Betrieb.

#### Ybbs an der Donau – Amstetten
Dieses Projekt dient als kreuzungsfreie Verknüpfung der Neubaustrecken zwischen Wien und Linz. Die Strecke verläuft von Ybbs aus südlich der Bestandstrecke, kreuzt zwischen Hubertendorf und Kottingburgstall durch den Burgstaller Tunnel unter der Bestandstrecke und der Westautobahn A 1 nach Norden. Danach verläuft die Strecke bis Amstetten nördlich der Bestandstrecke. Das Projekt grenzt im Osten an das bereits fertiggestellte Projekt Sarling – Ybbs und im Westen an das bereits fertiggestellte Projekt Amstetten West an.
Seit Ostern 2013 sind die zwei Neubaugleise inklusive Burgstaller Tunnel in Betrieb. Die bestehenden Gleise wurden ab diesem Zeitpunkt erneuert und auf Hochleistungsniveau angehoben. Im Dezember 2014 wurde der ganze Abschnitt viergleisig in Betrieb genommen.
Der Abschluss der Arbeiten im Jahr 2015 ermöglicht ein Befahren mit 250 km/h.

#### Amstetten – Linz Kleinmünchen
Ab dem Bahnhof Amstetten verläuft die Westbahn wieder viergleisig und der Fernverkehr kann wieder mit Linienzugbeeinflussung (LZB) auf 200 km/h beschleunigen, sobald der enge Linksbogen direkt bei der westlichen Bahnhofsausfahrt mit 160 km/h durchfahren ist. Bis St. Peter-Seitenstetten verlaufen Alte und Neue Westbahn parallel, ehe die Neubaustrecke einen engeren Bogen der Bestandsstrecke durch den Grüntunnel St. Peter abschneidet. Bei St. Johann-Weistrach treffen die beiden Strecken für ein paar hundert Meter wieder aufeinander. Nach der Haltestelle strebt die Alte Westbahn in Richtung Haag, während die Neue Westbahn nach einem Rechtsbogen und einem geraden Abschnitt in den rund 6,5 Kilometer langen Siebergtunnel in Richtung Norden einfährt. Am Nordportal treffen die beiden Strecken wieder aufeinander und verlaufen parallel in den Bahnhof St. Valentin. Hier beginnt die mit 230 km/h befahrbare „Umfahrung Enns“, mit der die Neubaustrecke im Bereich des Hafens die Siedlungsgebiete von Enns umfährt. (Im Jahr 2005 wurde im Verlauf des viergleisigen Ausbaus zwischen Ennsdorf und Enns eine Abzweigstelle in Richtung Mauthausen errichtet, wodurch eine direkte Führung von Zügen aus Linz in Richtung Donauuferbahn ermöglicht wird.) Bei Asten treffen Alte und Neue Westbahn wieder aufeinander. Ab der Abzweigung Asten-Fisching 1 sind nur mehr 200 km/h erlaubt; ab hier verlaufen die beiden Strecken parallel bis Linz Kleinmünchen, dem derzeitigen Endpunkt der viergleisigen Westbahn.

#### Linz – Wels

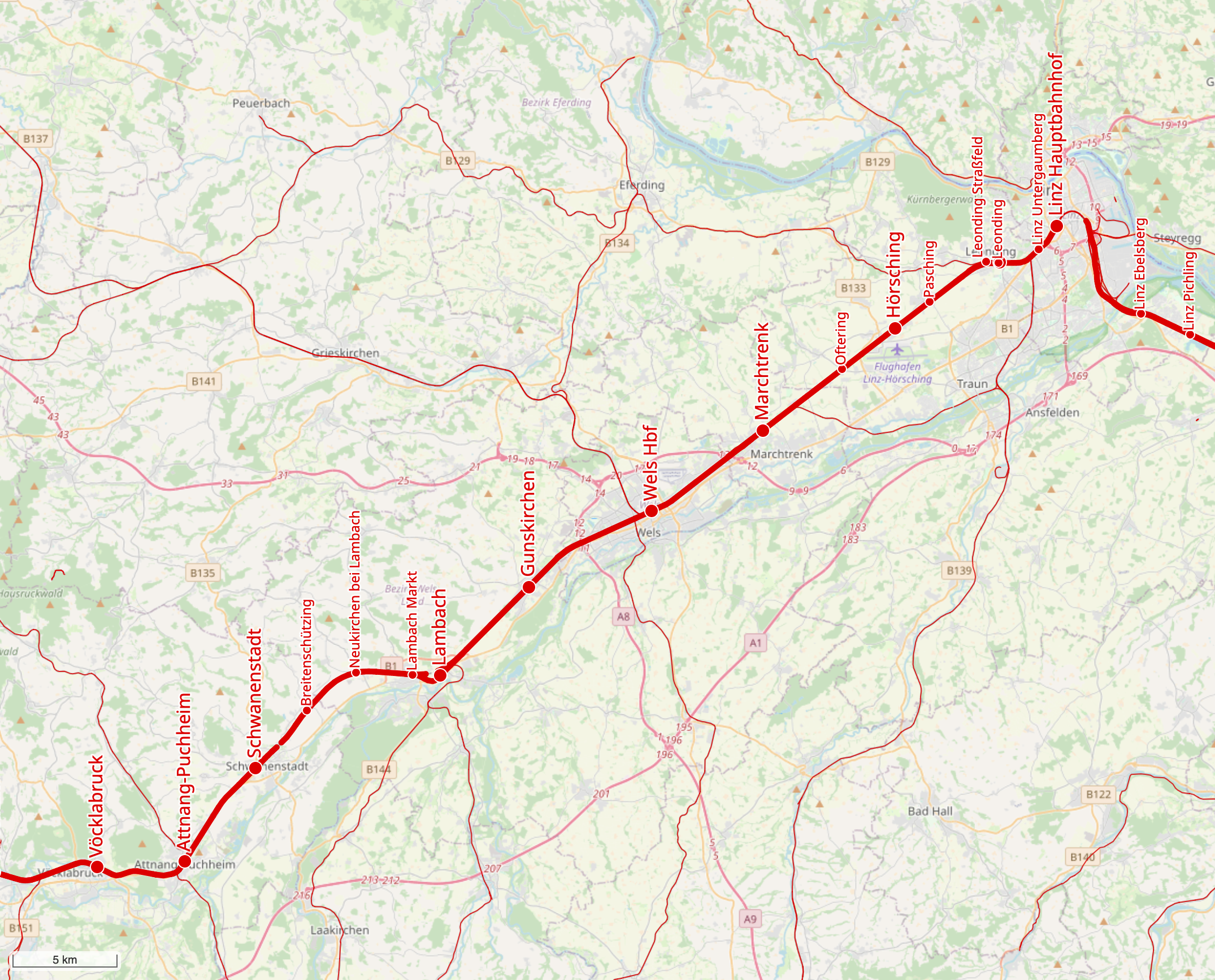
Westbahn im Abschnitt Linz – Vöcklabruck

Im Jahr 2019 wurde mit den Bauarbeiten für die Erweiterung des Westkopfes des Linzer Hauptbahnhofes begonnen. Das Umweltverträglichkeitsprüfungsverfahren für den Abschnitt Linz – Marchtrenk wurde im Jahr 2018 genehmigt. Gegen den Genehmigungsbescheid im Umweltverträglichkeitsprüfungsverfahren wurden jedoch von den Gemeinden Leonding, Pasching und Oftering und anderen Beschwerdeführern Rechtsmittel erhoben. Das Bundesverwaltungsgericht hat die Genehmigung abgesehen von kleineren Änderungen bestätigt. Eine Revision an den Verwaltungsgerichtshof wurde erhoben. Der Bau des Streckenabschnitts Linz – Marchtrenk ist für 2023–2030 geplant. Für den Streckenabschnitt Marchtrenk – Wels war offizieller Baubeginn im November 2021. Der komplette Ausbau soll bis 2028 fertiggestellt werden.

### Zugsicherung
Die Neue Westbahn wurde im neu errichteten Streckenteil bis St. Pölten Hbf 2012 mit dem europäischen Zugsicherungssystem ETCS Level 2 ausgerüstet. Die sogenannte Anmeldestrecke beginnt bei der Einfahrt in den Lainzer Tunnel, der sowohl mit ETCS als auch mit dem alten System PZB ausgerüstet wurde. Ab dem Knoten Hadersdorf sollte die Strecke ursprünglich ausschließlich mit ETCS Level 2 gesichert werden; man hat sich aber dazu entschlossen, als Rückfallebene doch noch Signale aufzustellen. Im Jahr 2019 sollte die PZB-Streckenausrüstung einschließlich der Lichtsignale entfernt werden sowie eine Blockverdichtung vorgenommen werden. Dies wurde bis 2023 [veraltet] noch nicht durchgeführt.
Die im Dezember 2017 eröffnete Güterzugumfahrung St. Pölten ist als erste Strecke in Österreich ausschließlich mit ETCS Level 2 ausgerüstet, Züge ohne ETCS-taugliches Triebfahrzeug müssen die Bestandsstrecke über St. Pölten Hbf benützen.
Von Abzw St. Pölten 1 bis Linz Kleinmünchen wird durch die Linienzugbeeinflussung Fahren mit bis zu 250 km/h ermöglicht.
Im August 2023 ist ETCS Level 2 zwischen Linz und Vöcklabruck in Betrieb genommen worden.

## Wichtige Anschlussstrecken

### Innerösterreichische Fortsetzung nach Westösterreich
Die Westbahn findet ihre Fortsetzung in den Hauptstrecken in Richtung Rosenheim („Deutsches Eck“ nach Innsbruck Hauptbahnhof bzw. Richtung München Hauptbahnhof) und in die Salzburg-Tiroler-Bahn (bzw. Giselabahn) über Zell am See und Wörgl Hauptbahnhof, wo sich die beiden Streckenäste über Rosenheim und Zell am See wieder treffen, Bahnstrecke Kufstein–Innsbruck (Unterinntalbahn) nach Innsbruck, und weiter Arlbergbahn (Innsbruck – Bludenz) nach Vorarlberg, sowie dort die Bahnstrecke Lindau–Bludenz.

### Deutsches Eck
Auf Grund der steilen und bogenreichen Streckenführung der Salzburg-Tiroler Bahn von Salzburg über Bischofshofen, Zell am See und Wörgl nach Innsbruck wurden schon früh Korridorzüge über die flachere Strecke via Freilassing in Bayern und Rosenheim, von dort durch das Inntal über Kufstein nach Innsbruck geführt. Allerdings war es dazu nötig, die Fahrtrichtung in Rosenheim zu wechseln (als Stürzen bezeichnet). Deshalb wurde 1982 auf Kosten der ÖBB die eingleisige Rosenheimer Schleife errichtet, auf der Korridorzüge, ohne den Bahnhof Rosenheim zu berühren, in gleicher Richtung weiterfahren können.
Tagesschnellzüge mit Start oder Ziel Inntal/Westösterreich werden vorwiegend über die Rosenheimer Schleife geführt, da durch die um rund 90 Minuten kürzere Verbindung attraktive Reisezeiten angeboten werden können. Auch wichtige Güterzüge nehmen den Weg über das „Deutsche Eck“, wie die hier bis in die 1990er Jahre verkehrenden Postschnellzüge. Derzeit verkehren fast alle Güterzüge in Ost-West-Richtung über die Rosenheimer Schleife, darunter auch die 120 km/h schnellen BEX-Direktgüterzüge.

### Strecke St. Valentin – Gaisbach-Wartberg

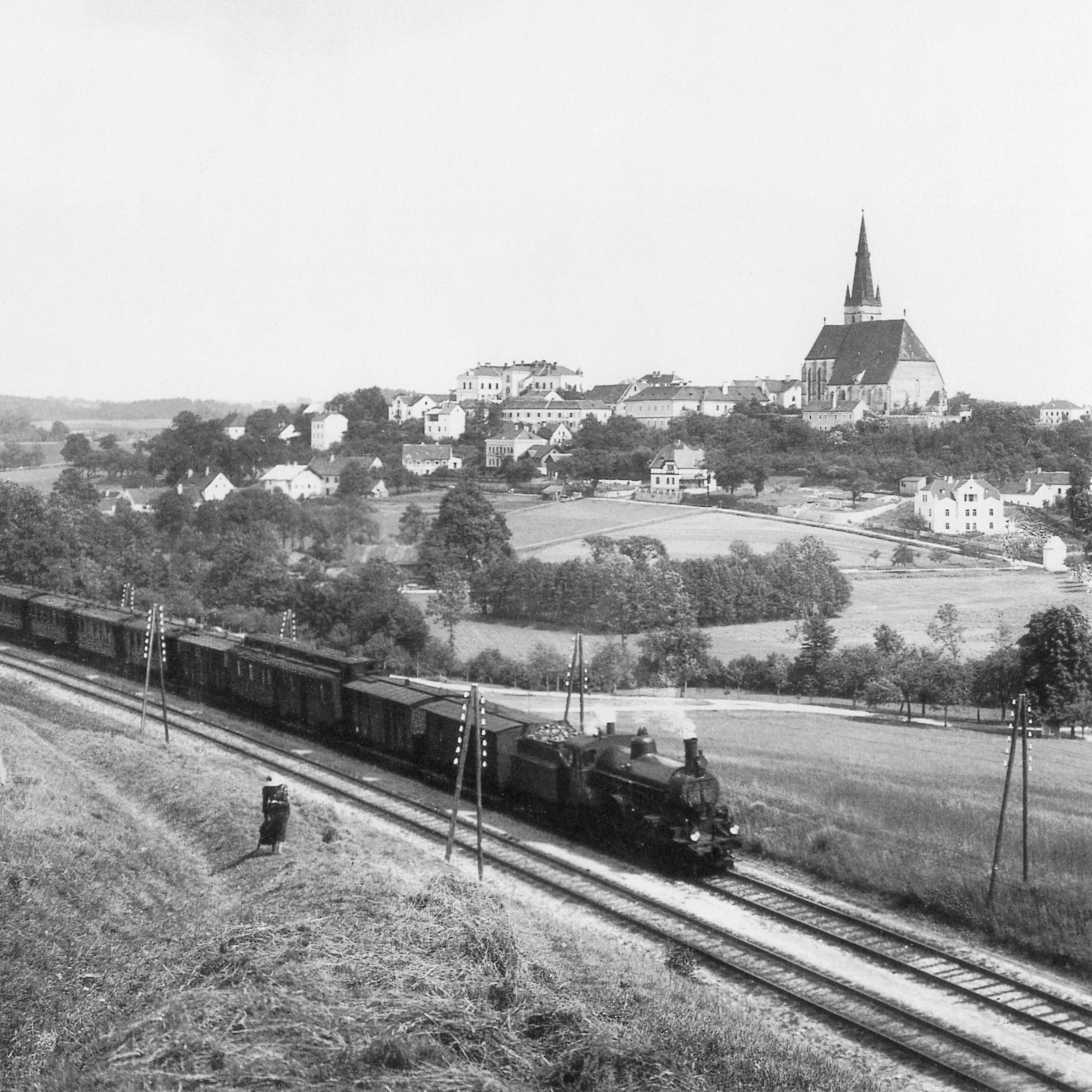
Zug mit Lok der Reihe 206 bei Stadt Haag, etwa 1900

1871 wurde von St. Valentin in Niederösterreich ausgehend die Verbindungsbahn nach Budweis als Ersatz für die Pferdeeisenbahn von der KEB neu errichtet. Erst ein Jahr später wurde die Anbindung von Linz nach Gaisbach-Wartberg fertiggestellt. Auf Grund der politischen Veränderungen nach dem Ersten und Zweiten Weltkrieg verlor die Strecke völlig an Bedeutung. 1956 wurde diese nach einem Autounfall – ein LKW beschädigte die einzige Straßenbrücke bei Ried in der Riedmark – eingestellt und im August gesprengt. Zeitzeugen berichten, dass bis in die späten 1960er Jahre noch Gleisteile erhalten blieben.
Bis in die 1960er Jahre wurde noch Schienenersatzverkehr angeboten. Im Jahr 2006 war die Trasse stellenweise noch durch einige wenige Einschnitte und Aufschüttungen in der Landschaft erkennbar. In überwiegenden Bereichen ist, dem Wort entsprechend, tatsächlich Gras über die einstige Strecke gewachsen und der ehemalige Verlauf nur mehr zu erahnen. Die noch verbliebene Strecke von St. Valentin nach Mauthausen ist nunmehr – historisch nicht ganz korrekt – Bestandteil der Donauuferbahn. Der Streckenabschnitt zwischen Gaisbach-Wartberg (Wartberg ob der Aist) und Summerau wird heute der als Summerauerbahn bezeichneten Strecke Linz – Summerau zugeordnet.

## Bedeutung und Ausbau

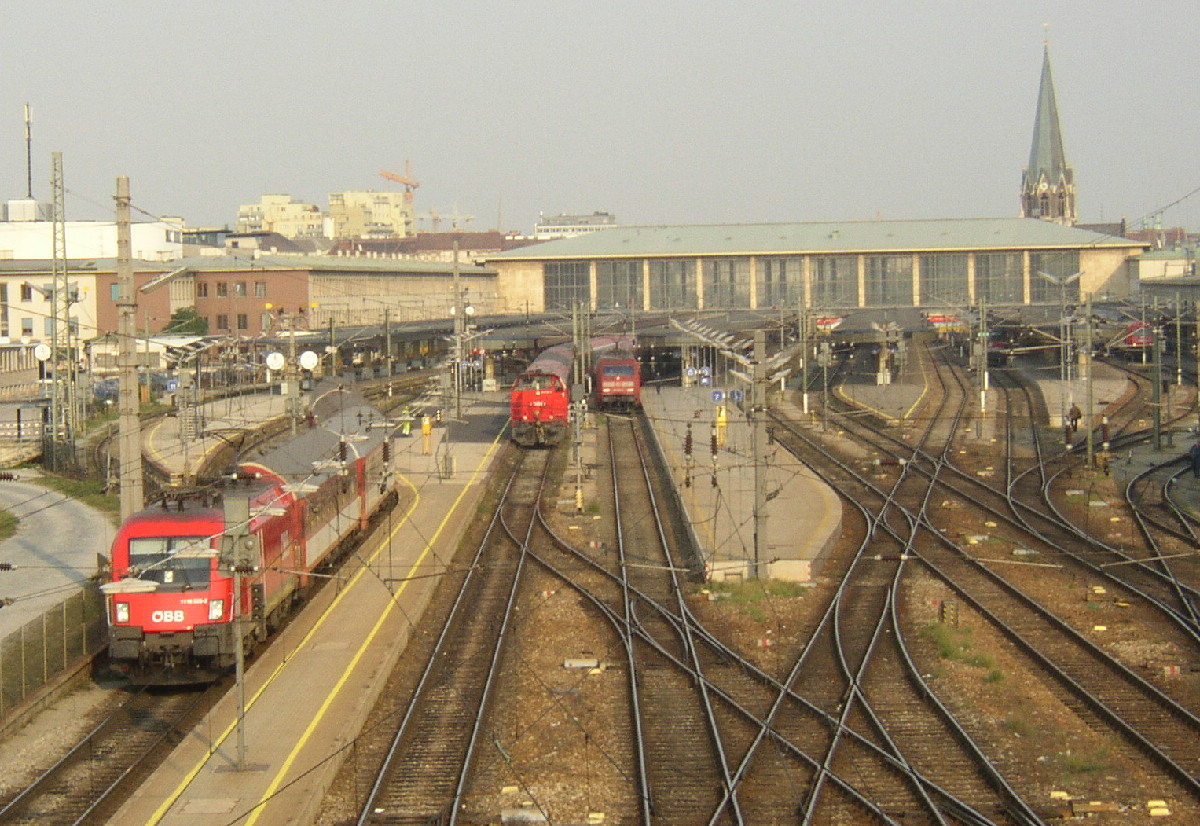
Wien Westbahnhof im Oktober 2005

Die Westbahn ist neben der Südbahn die Hauptader des österreichischen Bahnverkehrs. Durch die EU-Erweiterung nahm ihre Bedeutung weiter zu. Nicht nur ein großer Teil des innerösterreichischen Bahnverkehrs erfolgt auf der Westbahnstrecke, auch die wichtigen Fernverbindungen von Wien, unter anderen nach Hamburg, Dortmund, Köln, Frankfurt am Main, München oder Zürich werden ebenfalls über die Westbahn gefahren.
Die Westbahn ist ein wichtiges Teilstück der TEN-Linie Paris – Bratislava/Budapest. Langfristig soll es in dieser Relation Direktverbindungen mit modernen Hochgeschwindigkeitstriebzügen geben.

### Ausbau bis 2010
Zur Kapazitätserhöhung erfolgt seit 1990 der Ausbau zu einer Hochleistungsstrecke. Einerseits wird die zweigleisige Bestandsstrecke auf Hochleistungsniveau gebracht, andererseits wird durch eine zwischen St. Pölten und Linz bestandsnah verlaufende zweigleisige Neubaustrecke ein viergleisiger Ausbau bewerkstelligt. Die Neubauabschnitte sind auf Grund zahlreicher Neubautunnel und Streckenbegradigungen für Geschwindigkeiten bis zu 250 km/h konzipiert. Diesen Ausbauzustand können sowohl die seit dem Fahrplanwechsel 2006 in Österreich von Wien nach Frankfurt, München und Bregenz verkehrenden ICE T, als auch die seit dem Fahrplanwechsel im Dezember 2008 zwischen Budapest, Wien, München und Zürich fahrenden Railjet-Züge nutzen.

### Ausbau bis 2018
Die Reisedauer von Wien nach Innsbruck betrug vor dem Fahrplanwechsel am 9. Dezember 2012 viereinhalb Stunden; mit dem Fahrplanwechsel wurde die Reisedauer auf vier Stunden und 15 Minuten reduziert. Nach Abschluss der Ausbaumaßnahmen wird die Fahrzeit in etwa ein „1-2-4-Schema“ sein, das heißt, die Fahrzeit von Wien nach Linz wird nur mehr eine Stunde, nach Salzburg zwei Stunden und nach München bzw. Innsbruck vier Stunden betragen.
Mit Fahrplanwechsel am 9. Dezember 2012 wurden die Neubaustrecke Wien – St. Pölten (Fahrzeitverkürzung 16 Minuten) eröffnet. Dieser Abschnitt wird mit 230 km/h befahren. Dabei wurde der bogenreiche und gebirgsbahnähnliche Abschnitt durch den Wienerwald um eine Neubaustrecke durch das Tullnerfeld (Wienerwaldtunnel und Tunnelkette Perschling) ergänzt, die bei St. Pölten wieder auf die Trasse der Alten Westbahn trifft.
Im Zuge des Ausbaus wurde der Abschnitt Lambach – Breitenschützing auf Hochleistungsniveau gebracht und kann seit Oktober 2012 mit bis zu 230 km/h befahren werden, die Rekultivierung der alten Trasse erfolgte bis Juli 2013.
Da der Wiener Westbahnhof ein Kopfbahnhof ist, mussten Fernverkehrszüge mit Laufwegen über Wien hinaus und einem Zugzielbahnhof in östlichen Nachbarländern (zum Beispiel Budapest) im Westbahnhof die Fahrtrichtung ändern. Seit Ende 2015 werden alle Fernverkehrszüge, darunter alle railjet-Verbindungen, vom Knoten Hadersdorf nicht wie bisher über Hütteldorf zum Westbahnhof geführt, sondern durch den Lainzer Tunnel über den Bahnhof Wien Meidling zum neu gebauten Hauptbahnhof. Ausgenommen davon sind die Züge des privaten Bahnanbieters WESTbahn, die weiterhin nur zwischen Wien Westbahnhof und Salzburg Hauptbahnhof verkehren. Von Ende 2017 bis Ende 2019 bot die WESTbahn zusätzliche Züge an, die alternierend zu den Zügen nach Wien Westbahnhof ab dem Knoten Hadersdorf via Lainzer Tunnel in Wien Meidling auf die Wiener S-Bahn-Stammstrecke übergingen und bis Wien Praterstern geführt wurden.
2015 wurde der viergleisige Abschnitt Ybbs an der Donau – Amstetten für maximal 250 km/h in Betrieb genommen.
2016 konnte der Umbau des Ostkopfes des Bahnhofs Amstetten abgeschlossen und damit neben der Anbindung der vier Westbahngleise an die Bahnsteige auch die nötigen ausreichenden Gleislängen für die Bildung von Güterzügen geschaffen und die Weichenkonfigurationen im Osten des Bahnhofes geändert werden.
2017 wurde die mit maximal 120 km/h befahrbare Güterzugumfahrung St. Pölten (Knoten Wagram – Knoten Rohr) dem Verkehr übergeben.
Der Ostkopf des Linzer Hauptbahnhofs wurde bis April 2018 auf zehn Gleise ausgebaut und damit der Anschluss für die viergleisige Westbahn hergestellt.
Auf der Neubaustrecke zwischen Wien und St. Pölten werden pro Tag rund 225 Züge je Gleis und Richtung geführt.

### Ausblick
Der Abschnitt Linz Kleinmünchen – Osteinfahrt Linz Hauptbahnhof umfasst auch den Verschiebebahnhof Linz und wird noch bis voraussichtlich 2033 nur zweigleisig befahrbar sein. 2019 wurde am Westkopf des Linzer Hauptbahnhofes mit dem Ausbau für eine viergleisige Westbahnstrecke begonnen. Nach Fertigstellung der Bauarbeiten am Westkopf soll der in Entwicklung befindliche Abschnitt Linz Kleinmünchen – Linz Hauptbahnhof baulich umgesetzt werden.
Bis voraussichtlich 2031 wird die Westbahn von Wien bis Wels durchgehend vier Gleise aufweisen, jedoch nicht auf einer viergleisigen Trasse, sondern vielmehr aus zwei zweigleisigen Strecken bestehen, die in mehreren Abschnitten parallel zueinander verlaufen und an den Überleitstellen betrieblich miteinander verbunden sind.
Zwischen Köstendorf und Salzburg-Kasern (21 Kilometer) ist ein weiterer viergleisiger Ausbau geplant. Dieser Ausbau ist nötig, da die Kapazität der Bestandsstrecke eine weitere Erhöhung der Zugfrequenz nicht zulässt. Künftig soll die Linie S2 der S-Bahn Salzburg mit kurzen Zeitintervallen verkehren, sowie an den Taktknoten verdichteter Regionalverkehr angeboten werden. Rund 16,5 Kilometer der Trasse verlaufen im Flachgauertunnel, der baulich in drei Abschnitte gegliedert ist. In den zwei eingleisigen Tunnelröhren wird das Gemeindegebiet von Köstendorf, Schleedorf, Seekirchen, Elixhausen und Hallwang unterfahren. Die Verknüpfung mit der Bestandsstrecke der Westbahn erfolgt in Köstendorf und in Salzburg Kasern. Diese Strecke soll ab 2027 gebaut werden.

## Rekorde
- Am 18. August 2004 stellte der ICE S im Streckenabschnitt zwischen Ybbs und Prinzersdorf bei Pöchlarn (Streckenkilometer 91) mit 305 km/h einen neuen Geschwindigkeitsrekord für Schienenfahrzeuge in Österreich auf.
- Am 12. Juli 2008 fuhr eine vierteilige Railjet-1-Garnitur mit 275 km/h zwischen St. Valentin und Amstetten einen neuen Geschwindigkeitsrekord für einen österreichischen Zug in Österreich.
- Im Rahmen der Zulassung der Neuen Westbahn wurden Fahrten mit dem ICE S mit 330 km/h durchgeführt,[58] dabei wurde ein neuer österreichischer Geschwindigkeitsrekord mit 336,4 km/h aufgestellt.
- Zwischen Kilometer 216,0 und 219,0 sowie zwischen 221,1 und 223,2 wurde mit sämtlichen Loks der Baureihen 1016, 1116 und 1216 die für die Zulassung für 230 km/h erforderliche behördliche Abnahmefahrt mit 253 km/h durchgeführt. Zwischen den beiden Abschnitten, im Bahnhof Gunskirchen, sind nur 240 km/h erlaubt.[59]